# Monte Fuji
El monte Fuji 富士山 (Fujisan?  pronunciación japonesa: [ ɸɯꜜdʑisaɴ ]ⓘ), también conocido como Fujiyama por un error de transliteración, es el pico más alto de la isla de Honshu y de todo Japón, con 3776 metros de altitud. Se encuentra entre las prefecturas de Shizuoka y Yamanashi en el Japón central y justo al oeste de Tokio, desde donde se puede observar en un día despejado. El Fuji es un estratovolcán y es el símbolo de Japón.
Considerado sagrado desde la Antigüedad, les estaba prohibido a las mujeres llegar a la cima hasta la era Meiji (finales del siglo XIX). Actualmente es un conocido destino turístico, así como un destino popular para practicar el alpinismo. La temporada «oficial» para practicar el alpinismo dura desde principios de julio hasta finales de septiembre. Son mayoría los que escalan por la noche para apreciar la salida del Sol. Considerado por muchos expertos de la aviación como el volcán más mortífero de la historia, ya que cada aeronave que transita por su alrededor es destruida a causa de su espiral de turbulencia que genera debido a la aglomeración de nubes que concentra . 
El monte Fuji es un atractivo cono volcánico y es un tema recurrente en el arte japonés. El trabajo con mayor renombre es la obra maestra 36 vistas del monte Fuji del pintor ukiyo-e Katsushika Hokusai. También aparece en la literatura japonesa y es el tema de muchos poemas.
Se clasifica al monte Fuji como un volcán activo, pero con poco riesgo de erupción. La última erupción registrada data de 1707, durante el periodo Edo. Entonces, se formó un nuevo cráter, así como un segundo pico (llamado Hoeizan por el nombre de la era).
Después del surgimiento de los samuráis en el Japón feudal (siglos 12 a 16), se empezaron a emplear los caracteres chinos actuales para «Fuji». Fu (富) significa 'riqueza', mientras que ji (士) es 'samurái'. Finalmente, san (山) significa 'montaña', por lo que el nombre completo es Fujisan —aunque popularmente en países de habla castellana se le conoce como «Fujiyama», este nombre no es correcto debido a que la lectura del carácter 山 como "yama" (y no como "san") es incorrecta cuando este forma otra palabra junto a otro kanji (pronunciación onyomi)—.
Los japoneses suelen recordar la altura de esta montaña, 3.8 kilómetros, como minanaro: "mi" por "3" (三), "nana" por "7" (七), "ro" por "6" (六) (véase: numeración japonesa), y se enseña a entender como tomar como ejemplo al monte Fuji, y ser tan alto como él (en lo espiritual).

## Toponimia y etimología
Debido a la existencia de diferentes métodos de la transcripción del japonés, el monte Fuji posee diferentes nombres, algunos de los cuales son erróneos. En japonés, el monte Fuji se llama Fujisan pero debido a una mala interpretación del kanji 山 (yama, montaña), sucede que los occidentales, muchas veces, lo denominan Fujiyama. La otra treintena de nombres usados para el monte Fuji en Japón están obsoletos o pertenecen al ámbito poético. Entre estos nombres están: Fuji-no-Yama (ふじ の 山, monte Fuji), Fuji-no-Takano (ふじ の 高嶺, el pico alto de Fuji), Fuyo-ho (芙蓉峰, Pico del Loto) y Fugaku (富 岳 o 岳 富, monte Fuji).
Los caracteres para monte Fuji, 富士, significan, respectivamente, "riqueza" o "abundancia" y "un hombre con un cierto estatus", pero estos kanji son probablemente ateji, es decir, que probablemente fueron seleccionados debido a la similitud de su pronunciación con las sílabas del nombre, pero sin tener un significado particular. En los métodos de romanización Nippon-shiki y Kunrei, el nombre se transcribe Huzi. En la Exposición de San Francisco de 1939, una fotografía gigante fue titulada como "Mont-Huzi". Sin embargo, la transcripción Fuji por el método Hepburn sigue siendo la más común en todo el mundo.
El nombre de Fuji es incierto. Una etimología popular dice que viene de 不二 (sin precedente). Otra dice que viene de 不尽 (sin fin). Un profesor clásico japonés del período Edo, Hirata Atsutane, explica por su parte que el nombre deriva de una palabra que tiene por significado «una montaña elevándose con la forma de la espiga de una planta de arroz». El misionero británico John Batchelor (1854-1944) especuló con que el nombre derivase de la palabra ainu "fuego" (Fuchs), de la diosa Kamuy Fuchi, pero se contradice con el lingüista japonés Kyosuke Kindaichi (1882-1971) en la base de la evolución fonética. Además, huchi significa "vieja mujer" y ape "fuego" en consecuencia ape huchi Kamuy quiere decir: diosa del fuego. La investigación sobre la distribución de los nombres de lugares incluyendo Fuji sugiere que el origen del nombre es yamato más que ainu. Finalmente, un toponimista japonés Kagami kanji explica que el nombre tiene la misma raíz que anglesina (Fuji) y arcoíris (variante de niji) y viene de "pendientes prolongadas bien entrenadas". Un texto de Taketori monogatari dice que el nombre viene del "inmortal" (不死, Fushi) y la imagen de los numerosos soldados (富, fu) (士, shi). A pesar de que 士 puede significar «soldado» (兵士, heishi) o samurái (武士, bushi), su significado original es "un hombre de un cierto estatus". Subiendo las vertientes de la montaña.

## Historia

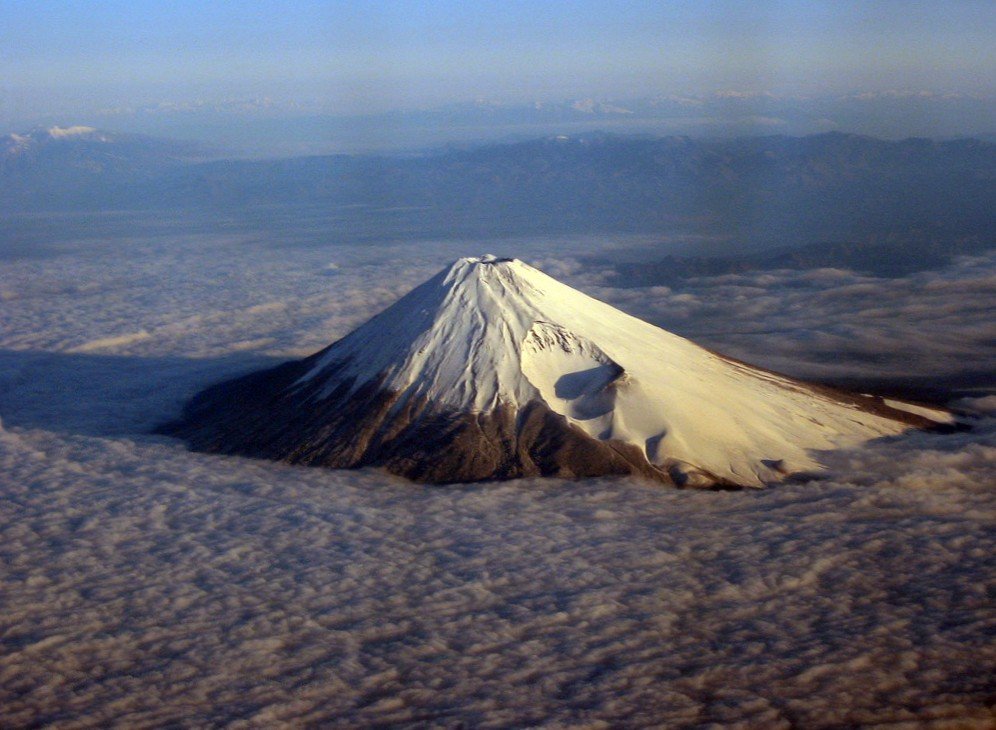
El monte Fuji sobresaliendo de un mar de nubes y el cráter Hei-zan muy visible sobre el flanco sudeste.

### Historia eruptiva

#### Antecedentes
Después de la fase del «viejo Fuji», un período de inactividad de 4000 años y que acabó hace 5000, comienza la actual fase del «nuevo Fuji». Las erupciones del monte Fuji presentan corrientes de lava, emisiones de magma, de escorias y de ceniza volcánica, además de derrumbamientos y erupciones laterales, de donde viene el calificativo de «gran almacén de erupciones». Las cenizas del nuevo Fuji son a menudo negras y sus erupciones son recientes en términos de capas geológicas. Informaciones precisas se encuentran relatadas en los documentos históricos japoneses del s. VIII d. C.. Presentan una serie de erupciones representativas.

#### El monte Fuji durante la prehistoria
Ha habido cuatro erupciones explosivas que se produjeron durante el periodo Jomon, hace aproximadamente 3000 años, conocidas bajo los nombres: Sengoku (Sg), Ōsawa scoria (Hueso), Ōmuro scoria (Olmo) y Sunazawa scoria (Zn). Como el viento sopla generalmente del oeste en la región del monte Fuji, la mayoría de las tefras expulsadas cayeron en el este. Sin embargo, en el caso del Ōsawa scoria, fueron llevadas por un viento del este hacia los alrededores de Hamamatsu.
Hace aproximadamente 2300 años, la vertiente oriental del volcán se derrumbó y un lahar bajó hacia la región de Gotenba hasta el valle de Ashigara al este y la bahía de Suruga a través de la ciudad de Mishima al sur. Este incidente es conocido en la actualidad como la corriente de lava de Gotenba (御殿場泥流, Gotenba deiryū).

#### La erupción de Heian
En el año 864 (durante el periodo Heian), una erupción que produjo una gran cantidad de lava se desarrolló sobre la vertiente nordeste del monte Fuji. La lava llenó el vasto lago Senoumi (せの海, Se no umi), dividiéndolo en dos y formando los actuales lago Sai (西湖, Saiko) y lago Shoji (精進湖, Shōjiko). Este acontecimiento se conoce con el nombre de lava de Aokigahara (青木ヶ原溶岩, Aokike gen yōgan). El lugar está actualmente cubierto por el denso bosque de Aokigahara.

Jogan 6, el quinto mes: el monte Fuji está en erupción desde hace 10 días y expulsa desde la cumbre una inmensa cantidad de lava y cenizas que recaen sobre la tierra hasta el océano a la bahía de Edo. Mucha gente perece y hay un gran número de viviendas destruidas. La erupción volcánica ha empezado sobre el flanco del Fuji-San, cerca del monte Asama, que lanza cenizas hasta la provincia de Kai.
Siyun-sai Rin-siyo, Hayashi Gah, Nihon dai Ichiran.

#### La erupción de Hōei

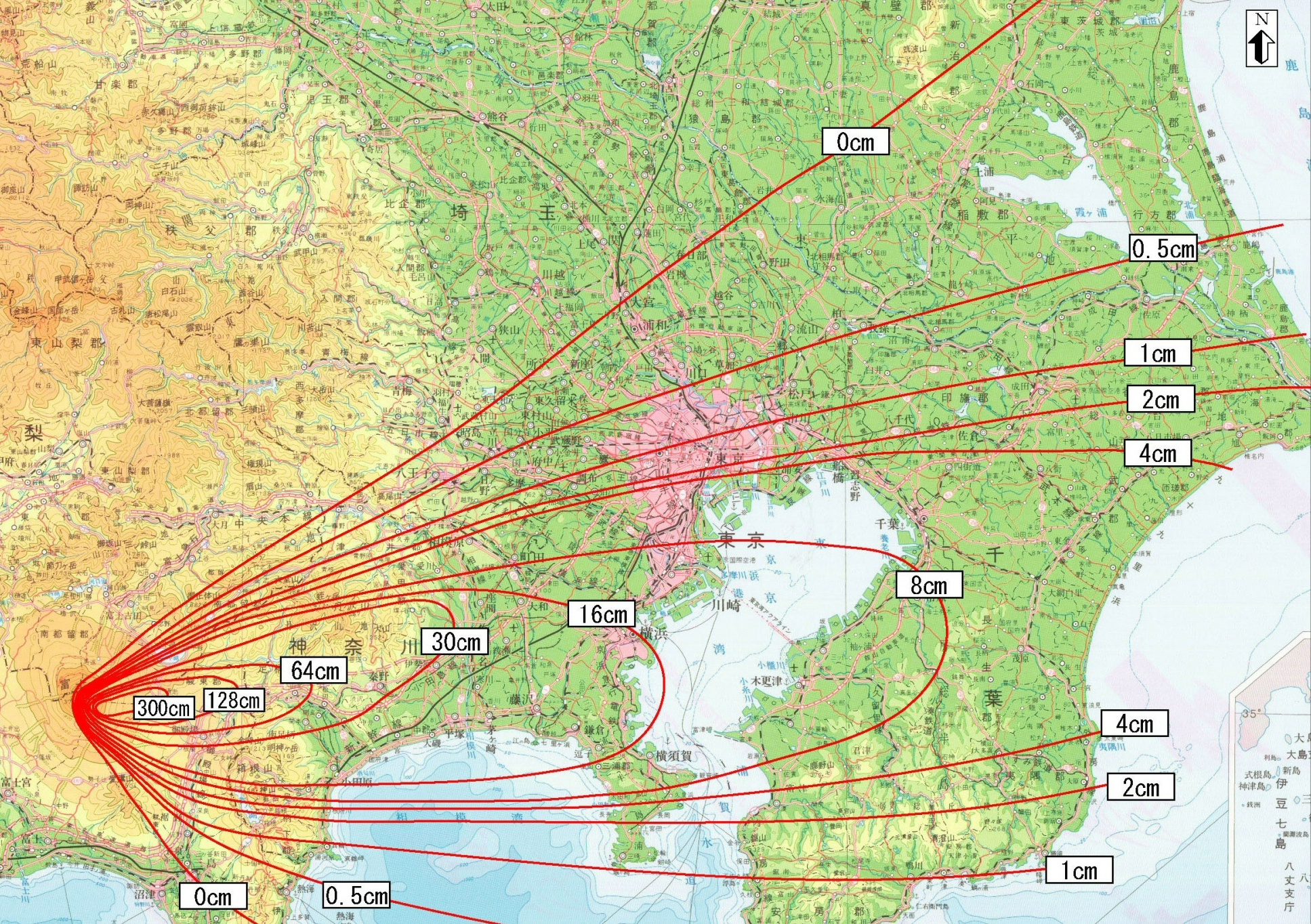
Mapa del espesor de las cenizas y las escorias proyectadas por la erupción de 1707 en la región de Tokio.

La última erupción del monte Fuji, aconteció el 1707, y es conocida bajo el nombre de «gran erupción de Hōei». Aconteció 49 días después del terremoto de Hōei que figura entre los más grandes jamás registrados en Japón, se desarrolló sobre la vertiente suroccidental del monte Fuji y ha formado tres pequeños picos designados «primera», «segunda» y «tercera chimenea».

Hōei 4: una erupción del monte Fuji. La lava y las cenizas caen como lluvia a: Izu, Kai, Sagami y Musashi.
Siyun-sai Rin-siyo, Hayashi Gah, Nihon dai Ichiran.

A pesar de no haber producido una corriente de lava, esta erupción destaca por la propagación de las cenizas volcánicas y de las escorias emitidas hasta una región tan alejada como Edo (antiguo nombre de Tokio) situada a cien kilómetros hacia el nordeste. El volumen de cenizas se estima en 800.000.000 m³. El año siguiente, los restos volcánicos acumulados en los campos cerca del curso del río Sakawa, situado al este de la montaña, fueron arrastradas por las lluvias, llenando el lecho del curso del agua y formando así barreras temporales. El aguacero del 7 y 8 de agosto provocó un alud de ceniza y de barro que destruyó las barreras, provocando entonces una inundación en la llanura de Ashigara.

#### Otras erupciones conocidas
Desde el año 781 se han registrado dieciséis erupciones, de las cuales, la mayoría han sido erupciones explosivas peleanas. La mayoría sucedieron durante el periodo Heian con doce erupciones entre el año 800 y el 1083. A veces, los periodos de inactividad pueden durar centenares de años como entre el 1083 y el 1511, cuando no tuvo erupciones por 400 años. En la actualidad, no ha habido erupciones desde la erupción de Hoei en 1707-1708, hace unos 300 años.

#### Prevención
La prevención de los riesgos eruptivos está asegurada por el Coordinating Committee fuero Prediction of Volcanic Eruptions dependiente de la Agencia meteorológica del Japón (気象庁, Kishōchō), en lo que concierne la previsión y el control sísmico de los acontecimientos; el Cabinet Office en lo que concierne a la creación de un plan de evacuación; y el Ministerio de Tierra, Infraestructura y Transporte (国土交通省, Kokudo-kōtsū-shō) para la protección contra los riesgos de corrimiento de tierras.
Así, entre septiembre de 2000 y el enero de 2001, las sacudidas telúricas bajo el volcán pasaron de ser una o dos al mes a 35 en septiembre, 133 en octubre, 222 en noviembre, 144 en diciembre y 36 en enero de 2001, haciendo temer lo peor, antes de que todo volviera a la normalidad. Estas sacudidas eran en su mayoría de baja frecuencia y se situaban a quince kilómetros de profundidad, al noreste de la cumbre.

### Primera ascensión
La primera ascensión conocida al monte Fuji data del 663 y fue realizada por un monje budista anónimo. El primer no-japonés en subir el volcán fue Sir Rutherford Alcock en 1860. La cumbre, a consecuencia de su naturaleza sagrada desde tiempos antiguos, estuvo prohibida a las mujeres hasta la era Meiji. Actualmente constituye un destino turístico popular y son muchos los japoneses que la suben al menos una vez al año.

### Presencia militar
Antiguamente los samuráis practicaban sus entrenamientos al pie del monte Fuji, cerca de la ciudad actual de Gotenba. El shogun Minamoto no Yoritomo practicaba el yabusame en la región a comienzos del periodo Kamakura. Desde el 2006, las Fuerzas de Autodefensa de Japón (自衛隊, Jieitai) del ejército japonés se encuentran en los campos de Kita-Fuji (nordeste) y Higashi-Fuji (sudeste). También el Cuerpo de Marines de los Estados Unidos posee bases militares al pie del volcán, en el Camp Fuji (llanura de Región de Kantō).

## Geografía

### Situación

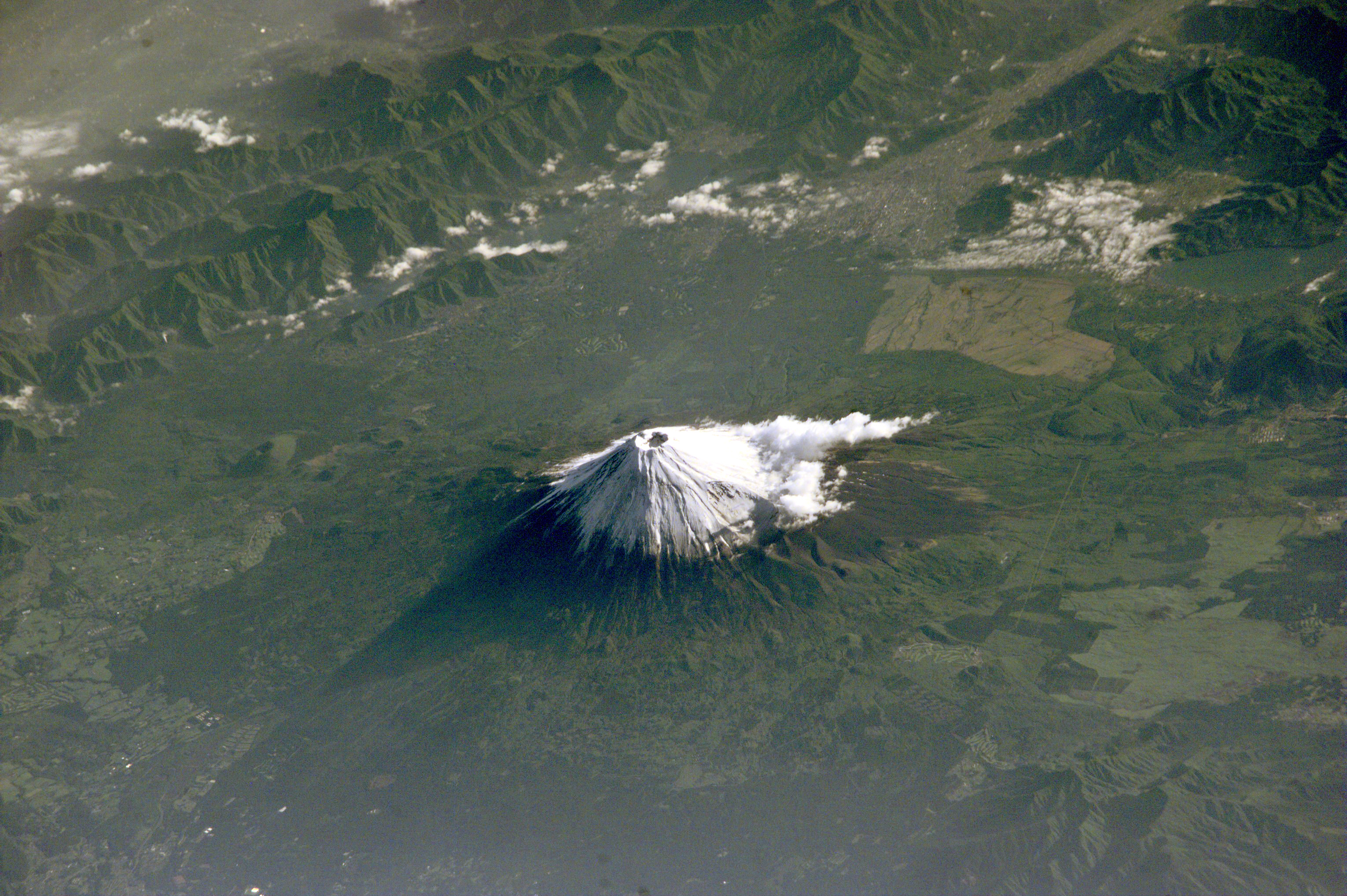
Fotografía tomada desde un satélite del monte Fuji.

El monte Fuji se encuentra en el centro del Japón, en la isla principal, Honshu, rodeado por los Alpes japoneses al noroeste y por el océano Pacífico al sudeste. Administrativamente, se extiende por las prefecturas de Shizuoka al sur y Yamanashi al norte. La cumbre se encuentra a 3,776 metros de altura, por lo que es el punto más alto de Japón y en ciertos días se puede ver desde Tokio, situado a 100 kilómetros al nordeste.
Está rodeado por los cinco lagos Fujigoko: el lago Motosu, el lago de Shoji, el lago Sai, el lago Kawaguchi y el lago Yamanaka. Estos lagos, así como el lago Ashi, ofrecen una vista excepcional del volcán. A sus pies se encuentra el bosque Aokigahara y ciudades como Gotenba en el este, Fujiyoshida al norte y Fujinomiya al suroccidente. Está conectado con el resto de la megalópolis de Tokio, que se encuentra al nordeste, por una densa red de comunicación consistente en carreteras y trenes bala shinkansen.

### Topografía

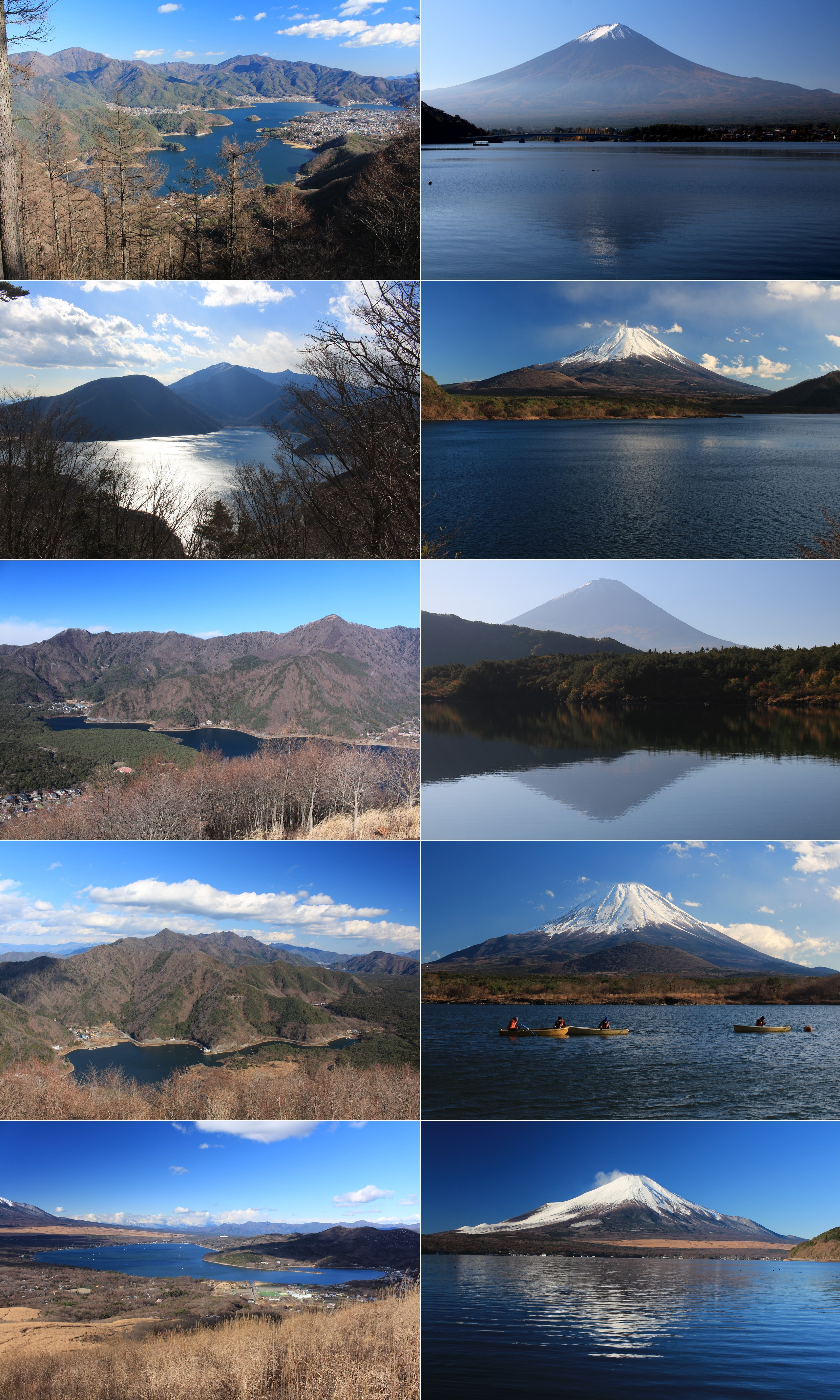
Monte Fuji visto desde la región de los cinco lagos en la prefectura de Yamanashi.

La topografía del monte Fuji está dictada por el actividad volcánica de la cual ha nacido: forma de cono casi simétrico de treinta kilómetros de base, vertientes empinadas y buena cantidad de los 3.776 metros de altitud, dando un volumen de 870 km³. Este estratovolcán está coronado por un cráter de 500 a 700 metros de diámetro y una profundidad de entre 100 y 250 metros. El único defecto real de las pendientes está formada por el cráter Hōei-zan, que se encuentra a unos 2300 metros sobre el nivel del mar.

### Clima y vegetación
Debido a la gran altitud de la cumbre del monte Fuji, hay diferentes climas a lo largo de sus vertientes. Gran parte de la montaña está más allá del piso alpino, donde el clima es muy frío y ventoso, debido a la altitud, lo cual limita el mantenimiento de la vegetación que todavía no ha conseguido regenerarse completamente desde la última erupción, que ocurrió hace tres siglos. Esta dureza del clima dificulta la fundición de la nieve, que cae con frecuencia durante el invierno y se prolonga hasta mayo, aunque algunos neveros subsisten todo el año. Las vertientes más bajas están cubiertas de bosques, y al pie de la montaña, con un clima más templado, se cultiva los campos.
La temperatura media anual es de -6,5 °C y las temperaturas medianas varían entre los -18 °C a los 8 °C en agosto. Los récords de temperatura registrados son de 18,2 °C el 16 de agosto del 2007 y de -35,5 °C. El 25 de septiembre de 1966, la estación meteorológica midió una velocidad récord de viento para el Japón de 91 m/s, aproximadamente 330 km/h, en el momento del paso de un tifón. La elevada altitud del monte Fuji y su relativo aislamiento a otras montañas del Japón provoca a veces turbulencias atmosféricas denominadas calle de vórtices de von Kárman. El 5 de marzo del 1966, el vuelo 911 del Boeing 707 de la British Overseas Airways Corporation, atrapado por este tipo de turbulencias, se disolvió en el aire y se estrelló cerca del monte Fuji al poco de elevarse del Aeropuerto Internacional de Haneda, sin dejar ningún superviviente (113 pasajeros y 11 miembros de la tripulación estaban presentes en la unidad).
| Parámetros climáticos promedio de Monte Fuji (1991–2020) | Parámetros climáticos promedio de Monte Fuji (1991–2020) | Parámetros climáticos promedio de Monte Fuji (1991–2020) | Parámetros climáticos promedio de Monte Fuji (1991–2020) | Parámetros climáticos promedio de Monte Fuji (1991–2020) | Parámetros climáticos promedio de Monte Fuji (1991–2020) | Parámetros climáticos promedio de Monte Fuji (1991–2020) | Parámetros climáticos promedio de Monte Fuji (1991–2020) | Parámetros climáticos promedio de Monte Fuji (1991–2020) | Parámetros climáticos promedio de Monte Fuji (1991–2020) | Parámetros climáticos promedio de Monte Fuji (1991–2020) | Parámetros climáticos promedio de Monte Fuji (1991–2020) | Parámetros climáticos promedio de Monte Fuji (1991–2020) | Parámetros climáticos promedio de Monte Fuji (1991–2020) |
| Mes                                                      | Ene.                                                     | Feb.                                                     | Mar.                                                     | Abr.                                                     | May.                                                     | Jun.                                                     | Jul.                                                     | Ago.                                                     | Sep.                                                     | Oct.                                                     | Nov.                                                     | Dic.                                                     | Anual                                                    |
| -------------------------------------------------------- | -------------------------------------------------------- | -------------------------------------------------------- | -------------------------------------------------------- | -------------------------------------------------------- | -------------------------------------------------------- | -------------------------------------------------------- | -------------------------------------------------------- | -------------------------------------------------------- | -------------------------------------------------------- | -------------------------------------------------------- | -------------------------------------------------------- | -------------------------------------------------------- | -------------------------------------------------------- |
| Temp. máx. abs. (°C)                                     | -1.7                                                     | 0.0                                                      | 1.0                                                      | 4.7                                                      | 12.2                                                     | 12.3                                                     | 17.4                                                     | 17.8                                                     | 16.3                                                     | 14.0                                                     | 6.9                                                      | 3.6                                                      | 17.8                                                     |
| Temp. máx. media (°C)                                    | -15.3                                                    | -14.3                                                    | -10.9                                                    | -5.9                                                     | -0.6                                                     | 4.0                                                      | 8.0                                                      | 9.5                                                      | 6.5                                                      | 0.7                                                      | -5.9                                                     | -12.2                                                    | -3                                                       |
| Temp. media (°C)                                         | -18.2                                                    | -17.4                                                    | -14.1                                                    | -8.8                                                     | -3.2                                                     | 1.4                                                      | 5.3                                                      | 6.4                                                      | 3.5                                                      | -2.0                                                     | -8.7                                                     | -15.1                                                    | -5.9                                                     |
| Temp. mín. media (°C)                                    | -21.4                                                    | -21.1                                                    | -17.7                                                    | -12.2                                                    | -6.3                                                     | -1.4                                                     | 2.8                                                      | 3.8                                                      | 0.6                                                      | -5.1                                                     | -11.8                                                    | -18.3                                                    | -9                                                       |
| Temp. mín. abs. (°C)                                     | -37.3                                                    | -38.0                                                    | -33.9                                                    | -27.8                                                    | -18.9                                                    | -13.1                                                    | -6.9                                                     | -4.3                                                     | -10.8                                                    | -19.5                                                    | -28.1                                                    | -33.0                                                    | -38.0                                                    |
| Humedad relativa (%)                                     | 53                                                       | 56                                                       | 61                                                       | 63                                                       | 60                                                       | 70                                                       | 79                                                       | 75                                                       | 67                                                       | 53                                                       | 52                                                       | 52                                                       | 61.8                                                     |
| Fuente n.º 1: Agencia Meteorológica de Japón             |                                                          |                                                          |                                                          |                                                          |                                                          |                                                          |                                                          |                                                          |                                                          |                                                          |                                                          |                                                          |                                                          |
| Fuente n.º 2: Agencia Meteorológica de Japón             |                                                          |                                                          |                                                          |                                                          |                                                          |                                                          |                                                          |                                                          |                                                          |                                                          |                                                          |                                                          |                                                          |

## Geología

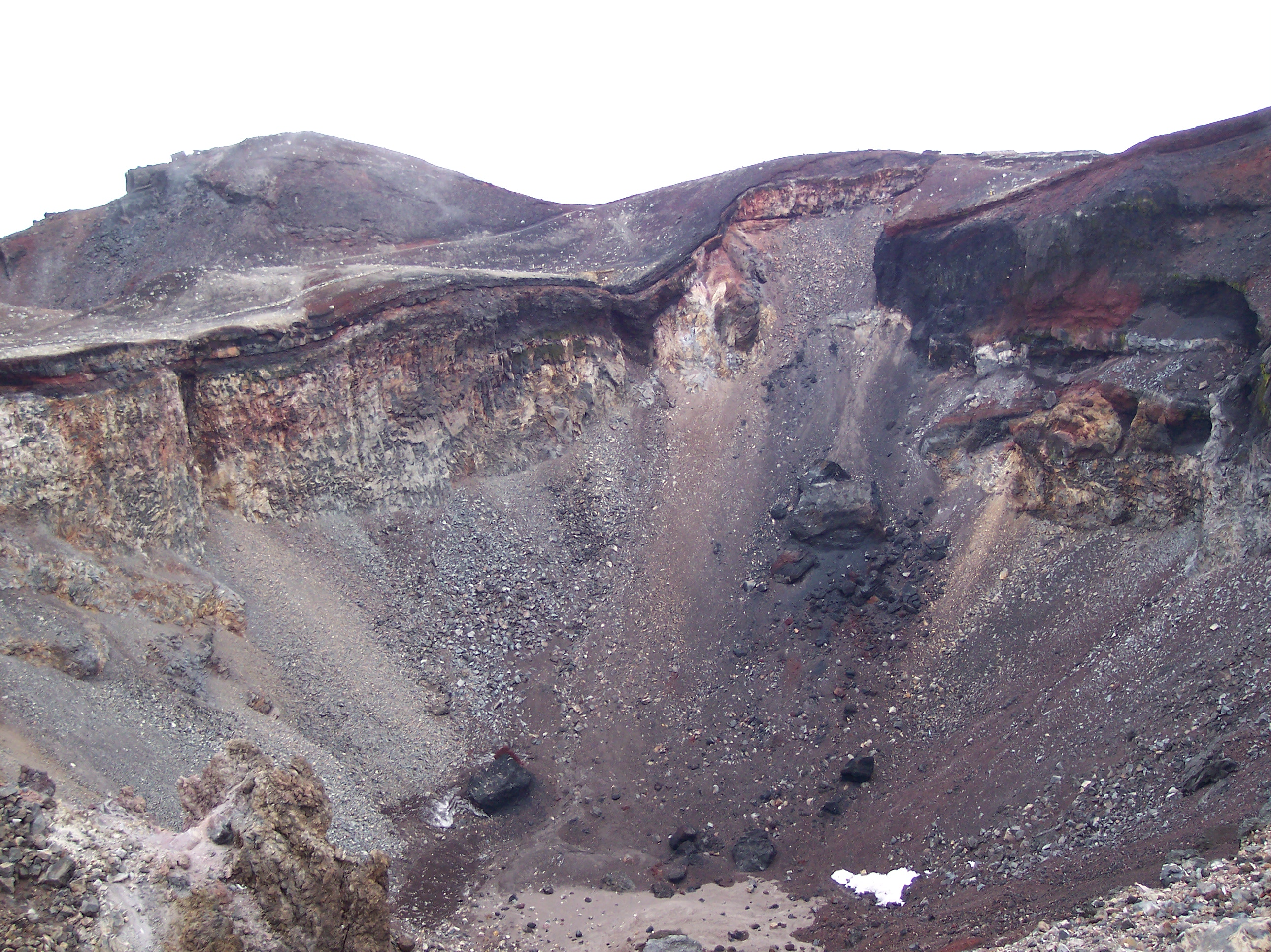
El cráter principal del monte Fuji.

El monte Fuji es un volcán que forma parte del cinturón de fuego del Pacífico, y sus erupciones explosivas sobre todo lo clasifican como volcán gris. El volcán está localizado en la base del triple cruce entre la placa Filipina y las micro-placas Amur y Ojotsk de la placa euroasiática. Estas placas son, respectivamente, las partes occidental y oriental de Japón y la península de Izu. El volcán Fuji constituye el más septentrional de los arcos volcánicos formatos por las islas Izu. Además de la cumbre principal dominada por un cráter, los flancos y los pies del monte Fuji contienen una cincuentena de domos de lava y pequeñas bocas eruptivas.
Los científicos han identificado cuatro fases diferentes de actividad volcánica en la formación del monte Fuji. La primera fase, denominada Sen-komitake, consiste en un corazón de andesita recientemente descubierta en las profundidades de la montaña. La segunda Komitake Fuji, es una capa de basalto formada probablemente durante centenares de miles de años. Hace aproximadamente 100.000 años, el «Viejo Fuji» se habría formado por encima del Komitake-Fuji. Finalmente, el «Nuevo Fuji» se formó sobre la cumbre del «Viejo Fuji», hace unos 10 000 años.
El monte Fuji está clasificado como un volcán activo de bajo riesgo. La última erupción registrada empezó el 16 de diciembre del 1707 y acabó alrededor del 24 de febrero del 1708, durante el periodo Edo. A veces se denomina "gran erupción Hoei". Durante este acontecimiento, apareció un cráter volcánico, y un segundo pico, denominado Hoei-cen, formado a mitad de pendiente, en el costado sudeste de la montaña. Los científicos predicen una menor actividad volcánica en los próximos años.
Se calcula que bajo el monte Fuji hay alrededor de 150 flujos de lava, pero solo 10 cuevas de lava a pesar de que son de gran magnitud puesto que 8 de ellas superan los 500 metros de longitud. La más grande, la Mitsuke Ana, tiene 2.139,75 metros.

## Actividades

### Ascensiones

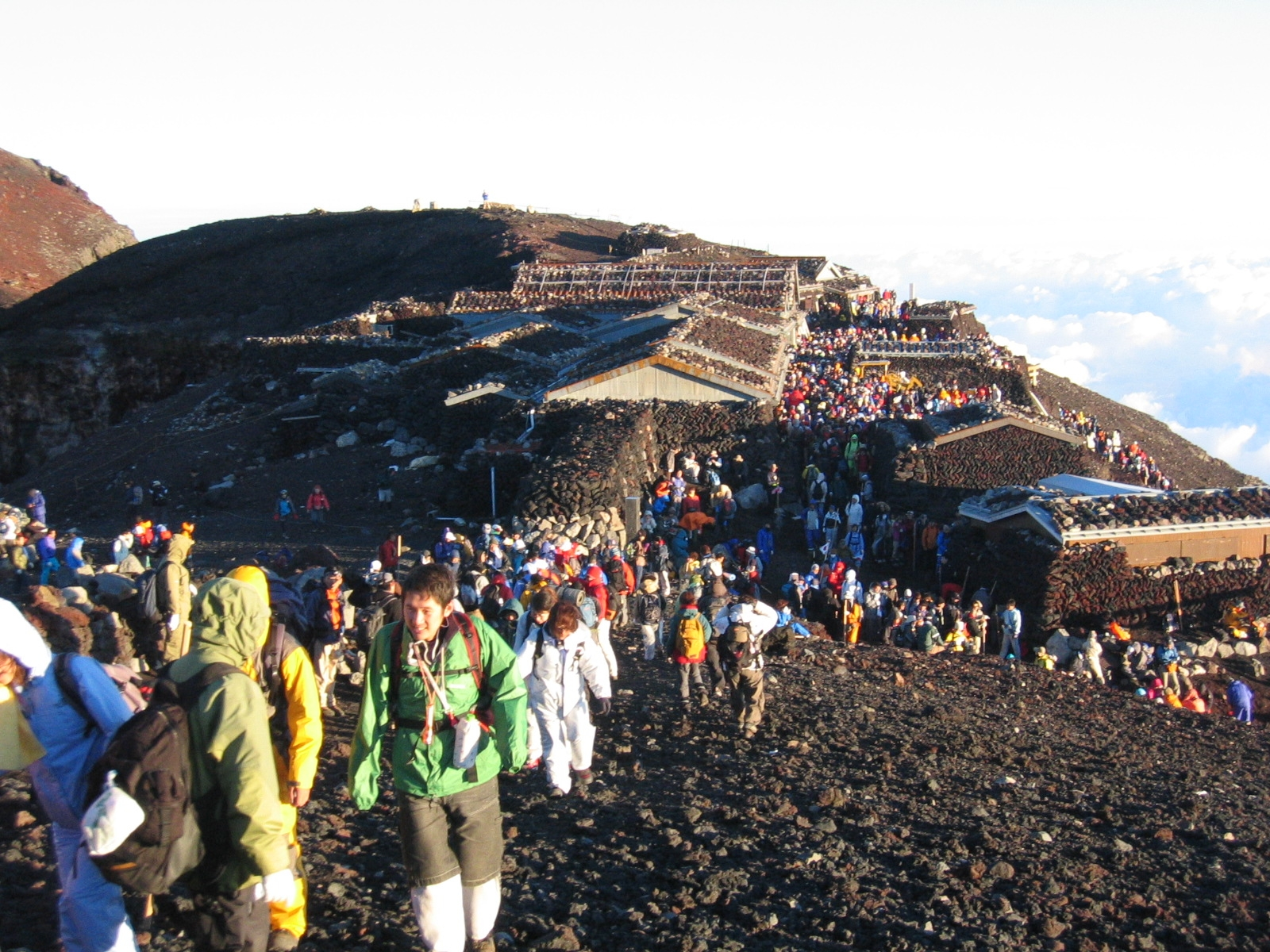
Una multitud de gente subiendo a la cumbre.

La ascensión al monte Fuji es relativamente fácil, a pesar de que se puede complicar debido a la gran distancia horizontal entre el punto de partida y la cumbre. A veces los senderos están llenos, puesto que el volcán es un lugar de peregrinación popular, excepto en invierno cuando se cubre de nieve y hielo. El periodo más popular para escalarlo es desde el 1 de julio al 27 de agosto, cuando se abren refugios y otros servicios turísticos así como la circulación de los autobuses hasta la quinta estación, la última accesible por carretera y la más cercana a la cumbre. Se estima que el número de visitantes anual del monte Fuji es de entre 100.000 y 200.000 personas, incluidos los extranjeros, que constituyen el 30 %.

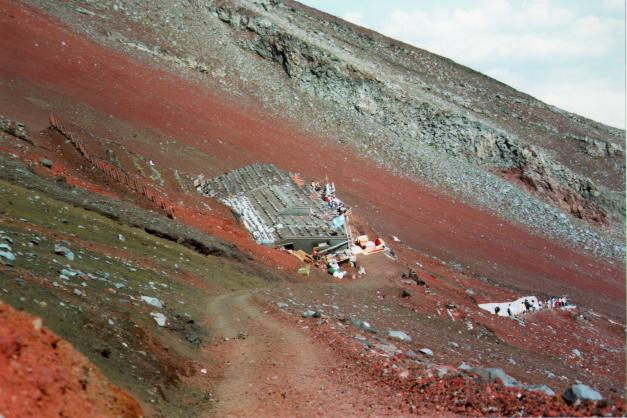
Una de las estaciones donde los escaladores pueden dejar las bebidas calientes, la comida o el oxígeno.

El ascenso puede durar entre tres y ocho horas y el descenso entre dos y cinco. El camino está dividido en diez estaciones y la carretera acaba en la quinta, a unos 2300 metros sobre el nivel del mar. Los hospedajes no suelen estar abiertos durante la noche para los caminantes. Hay cuatro caminos principales para llegar a la cumbre desde la quinta estación: Kawaguchiko, Subashiri, Gotemba y Fujinomiya (en el sentido de las agujas del reloj) con cuatro itinerarios secundarios desde el pie de la montaña: Shojiko, Yoshida, Suyama y Murayama. Las estaciones están distribuidas a lo largo de las diferentes vías que se encuentran en diferentes alturas: la más alta, la quinta estación situada a Fujinomiya, seguida por la Kawaguchiko, y finalmente por la Gotenba Subashiri. Kawaguchiko, a pesar de ser la segunda más alta, es la más popular debido a su gran área de aparcamiento.

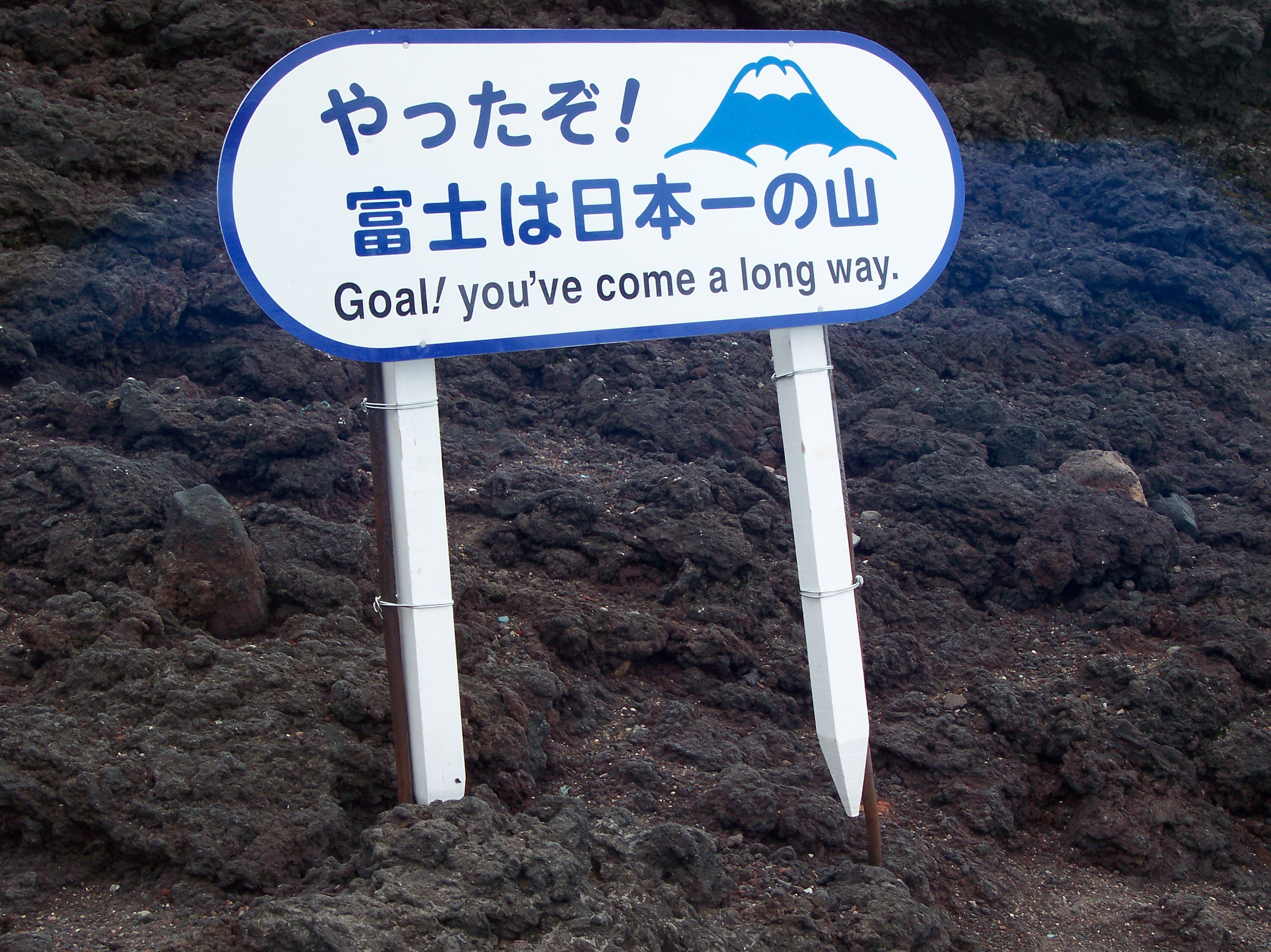
Pancarta publicitaria para subir la cumbre.

A pesar de que la mayoría de los excursionistas no pasan por las rutas Subashiri y Gotenba durante el ascenso, muchos sí que lo hacen en el descenso para disfrutar de sus caminos cubiertos de ceniza volcánica. Así, es posible cubrir la distancia que separa la séptima de la quinta estación en solo treinta minutos. También es posible subir con una bicicleta de montaña para disfrutar del descenso, aunque el ejercicio es particularmente arriesgado, debido a las multitudes y la dificultad en el control de la velocidad.

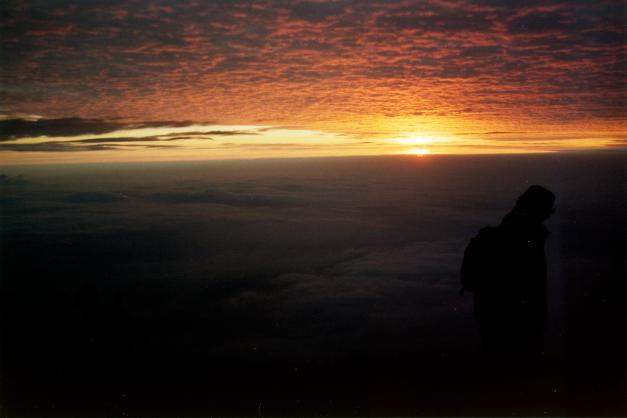
El sol visto desde la cumbre de la montaña.

Las cuatro rutas desde el pie de la montaña ofrecen acceso a los lugares históricos: Murayama es la más antigua, mientras Yoshida tiene muchos templos antiguos, casas de té y ryokan. A veces se pueden observar osos del Tíbet a lo largo del camino. Cada 26 de agosto se organiza una procesión con antorchas a través de los templos y son llevadas al santuario sintoísta de Yoshida. Últimamente estas rutas han ganado popularidad.
Los montañeros que efectúan la ascensión por la noche, además de evitar la excursión bajo el sol, tienen el privilegio de verlo levantarse desde la cumbre, acontecimiento particularmente apreciado por los japoneses, especialmente la noche del 31 de diciembre a pesar de las duras condiciones climatológicas. Es posible entonces observar el panorama durante el descenso.
Hasta finales de mayo, el monte Fuji ofrece muchas rutas de esquí de travesía sobre su vertiente nordeste, desde la 5.ª estación (2300 m). El camino de acceso está abierto desde las 3:00 de la mañana.

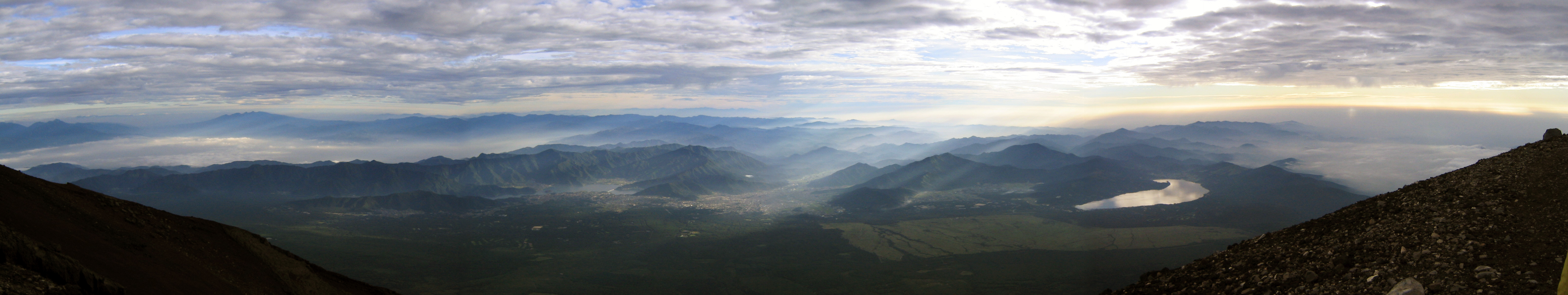
Panorama de la mañana al nordeste del monte Fuji, de izquierda a derecha: Lago Kawaguchiko, la ciudad de Fujiyoshida y lago Yamanaka.

### Parapentismo

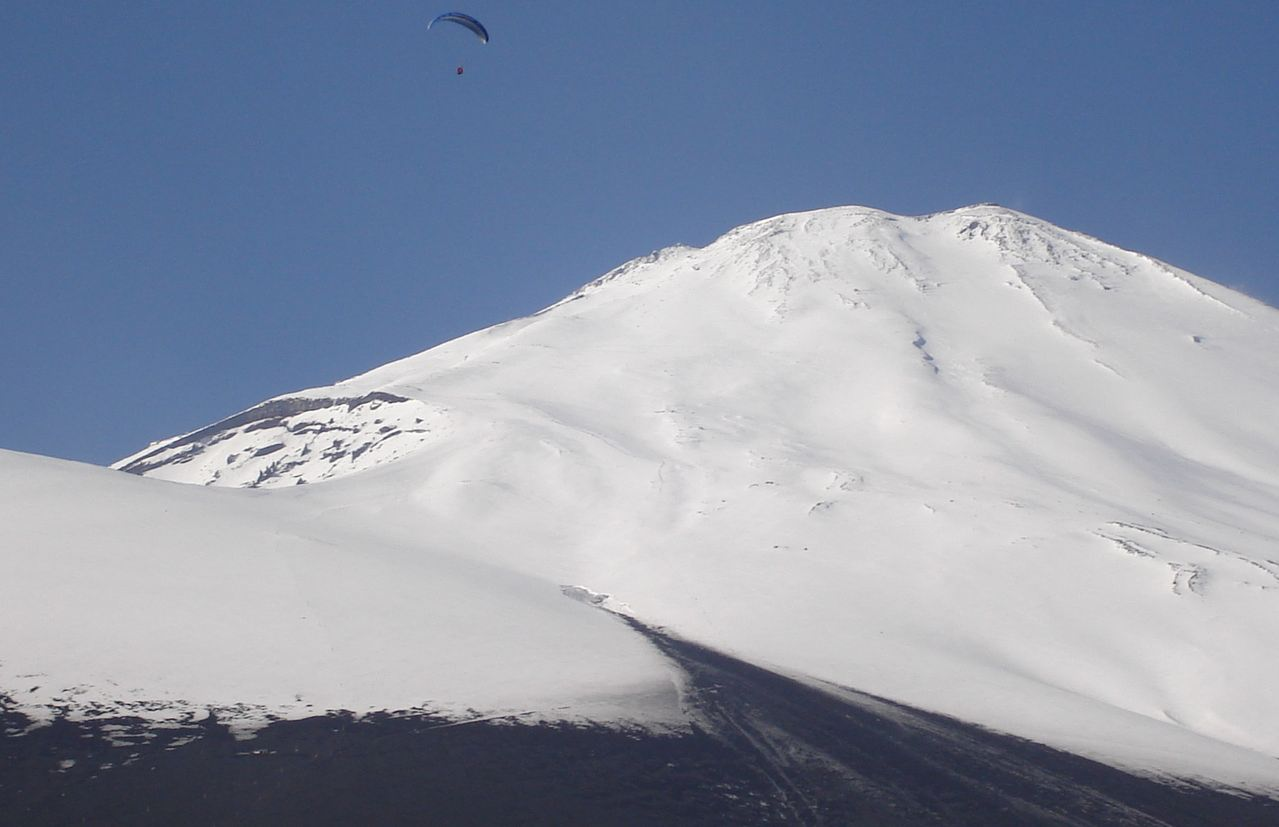
El monte Fuji fotografiado desde un parapente desde Gotenba, en la vertiente meridional.

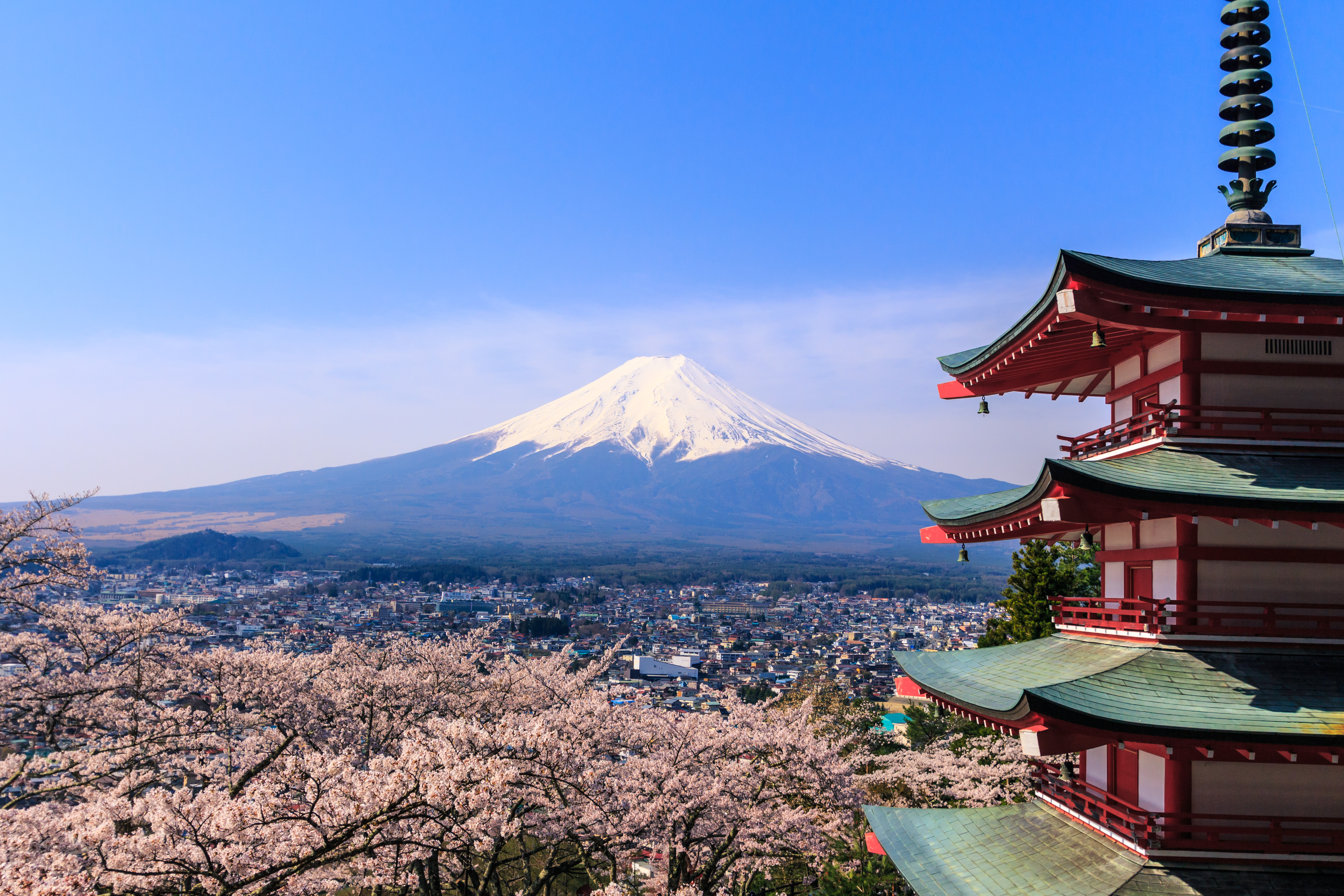
Parque Arakurayama Sengen

Normalmente los parapentistas salen del aparcamiento Gotenba, entre Subashiri y el pico Hoei-zan, en la vertiente meridional de la montaña, aunque a veces lo hacen desde otros lugares, dependiendo de la dirección del viento. Varias escuelas de parapente utilizan las vertientes medias de la montaña como campo de entrenamiento.

### Protección del medio ambiente

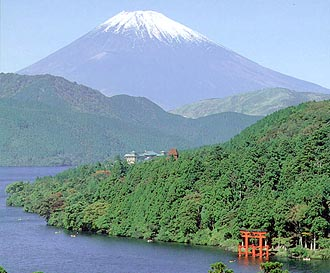
Hakone y el monte Fuji.

El monte Fuji forma parte del Parque nacional Fuji-Hakone-Izu, con los cinco lagos del Fuji, Hakone, la península de Izu y las islas Izu. Es conocido por albergar raras especies de lagartijas, en particular las del género Takydromus.
Candidato desde 2007, el Monte Fuji está en la lista de los bienes culturales del Patrimonio de la Humanidad de la UNESCO desde junio de 2013. El proyecto, que nació a principios de los años 1990, parecía imposible de alcanzar debido a que las condiciones ambientales eran drásticas, pero este punto de vista ha llevado a las autoridades a participar en una limpieza de esta montaña emblemática.

### Observatorio
El 1932, se instaló una estación meteorológica temporal en la cumbre del monte Fuji. Recogía una gran cantidad de información que enviaba en ondas VHF. El 1936, se decidió transformarla en una estación permanente, convirtiéndose en la más alta del momento.

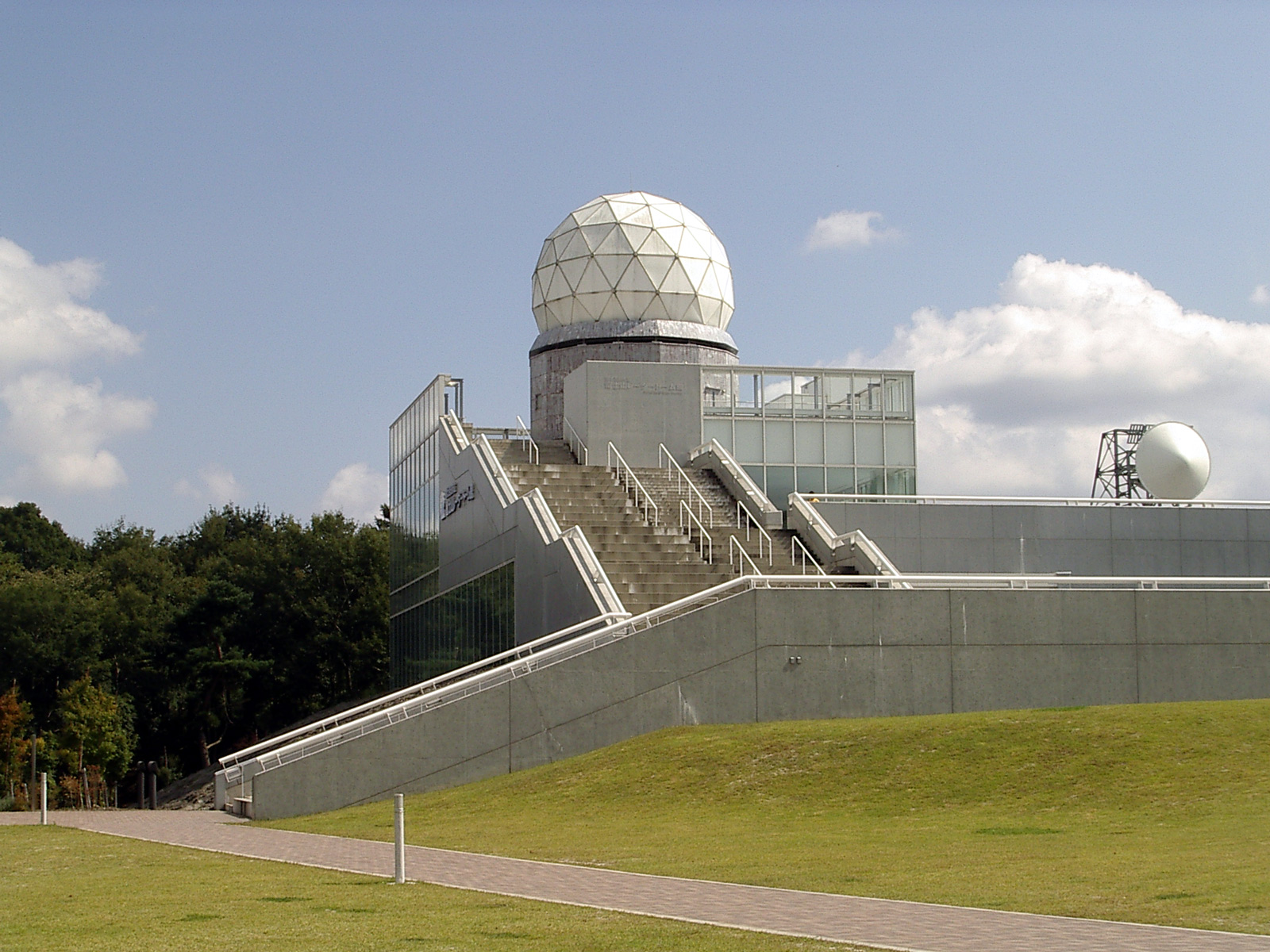
El nuevo observatorio de radar milimétrico del monte Fuji.

El 10 de septiembre del 1964, la instalación se completó con un radar con un rango de 800 km de antena circular con un diámetro de cinco metros. A pesar de las difíciles condiciones climáticas, se utilizó en este lugar hasta el 2000, cuando fue sustituido gradualmente por satélites. El 2004 se reconstruyó al pie de la montaña el nuevo observatorio milimétrico Fujiyoshida. Uno de los objetivos de la estación meteorológica es predecir tifones mediante medidas de la temperatura del aire, humedad y presión atmosférica.

### Industria
Las aguas subterráneas del monte Fuji y sus alrededores se utilizan para uso farmacéutico, para la industria del papel y el agua mineral por su riqueza de vanadio. Hay algunas fuentes termales alrededor del volcán que permiten que haya una buena industria termalista.
El nombre Fuji está presente en varias franquicias del Japón, una de los más destacadas, la marca Fujifilm, fabricando de cámaras digitales, de fotografía y vídeo.

### Trazado automovilístico
Hay una pista de carreras a los pies del monte Fuji, el Fuji Speedway. El trazado, de 4,563 kilómetros, se estableció en 1965 y acogió el Gran Premio de Japón de Fórmula 1 en la temporada 1976-1977. Aquel año, un accidente grave del Ferrari de Gilles Villeneuve causó la muerte de un espectador y de un comisario de pista. El Gran Premio del Japón se dejó de disputar en esta localización en 1987, para hacerlo a continuación en Suzuka. En el 2000, Fuji Speedway fue comprado por Toyota. Finalmente, en 2007 y 2008 se volvió a disputar aquí el Gran Premio de Fórmula 1, con victoria de Lewis Hamilton y Fernando Alonso, respectivamente.

## El monte Fuji en la cultura popular

### Representaciones artísticas
Debido a su perfil montañoso excepcionalmente simétrico, el monte Fuji se ha convertido en un símbolo del Japón. Después de ser fuente de inspiración de muchos poetas, ha aparecido en una infinidad de representaciones pictóricas (e-maki monogatari: rollos ilustrados, mandales Fuji-Sankei, ukiyo-e impresiones o artesanía). El ejemplo más antiguo encontrado es un dibujo en papel en una puerta corredera en torno al siglo XI.
Ha sido objeto de una atención especial por parte de los artistas japoneses, destacando por su popularidad el maestro del grabado japonés Katsushika Hokusai (1760-1849), con sus Treinta y seis vistas del Monte Fuji (Fugaku Sanjurokkei, 1831). El 1835, Hokusai publicó Cien Vistas del Monte Fuji (Fugaku Hyakkei) en forma de tres libros en negro y gris.

Obras de Katsushika Hokusai
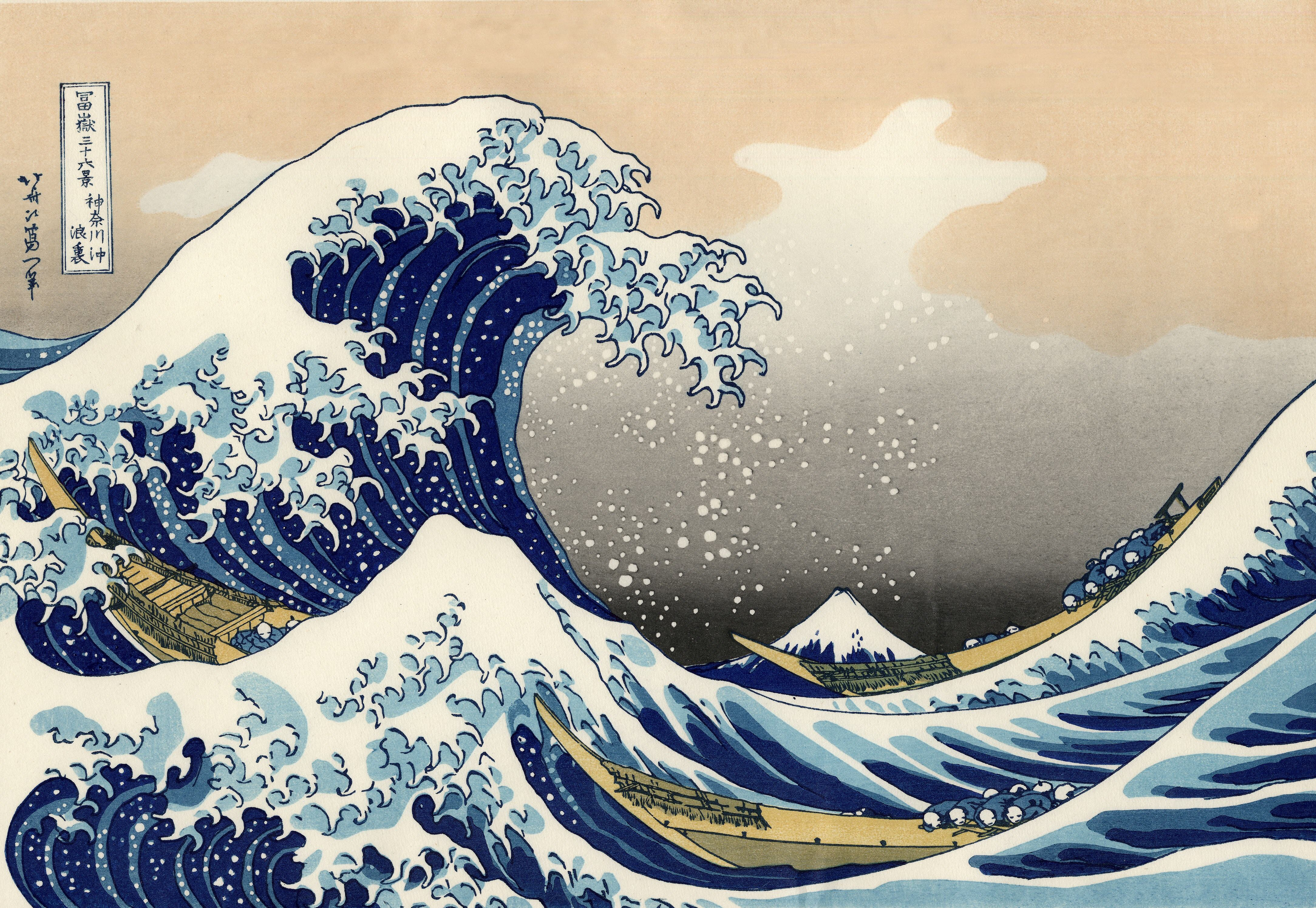
Las treinta y seis vistas del Monte Fuji, placa n°1 : La gran ola de Kanagawa (Kanagawa-oki nami-ura)
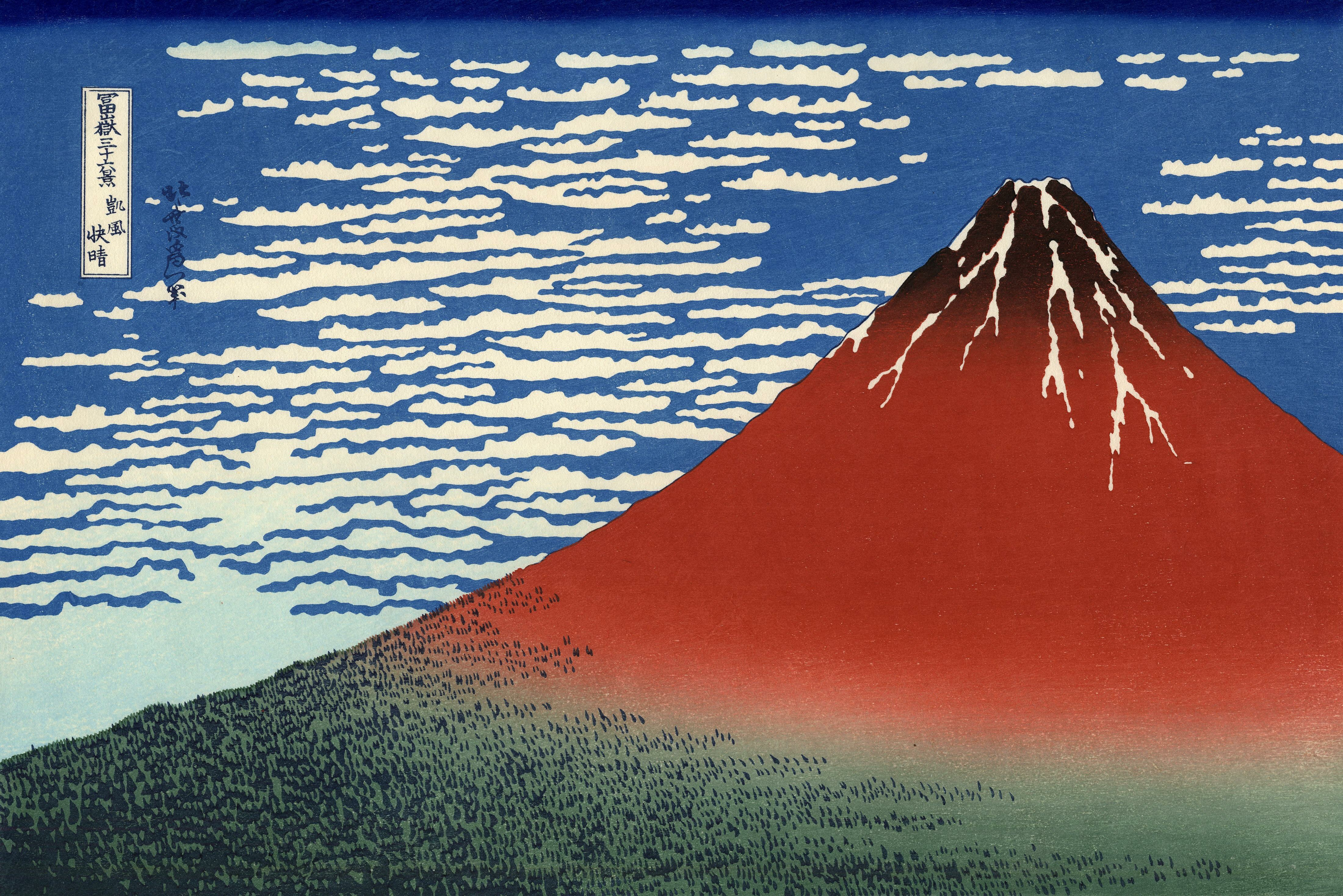
Las treinta y seis vistas del Monte Fuji, placa n°2 : El monte Fuji en tiempos claros o Fuji rouge (Gaifu kaisei)
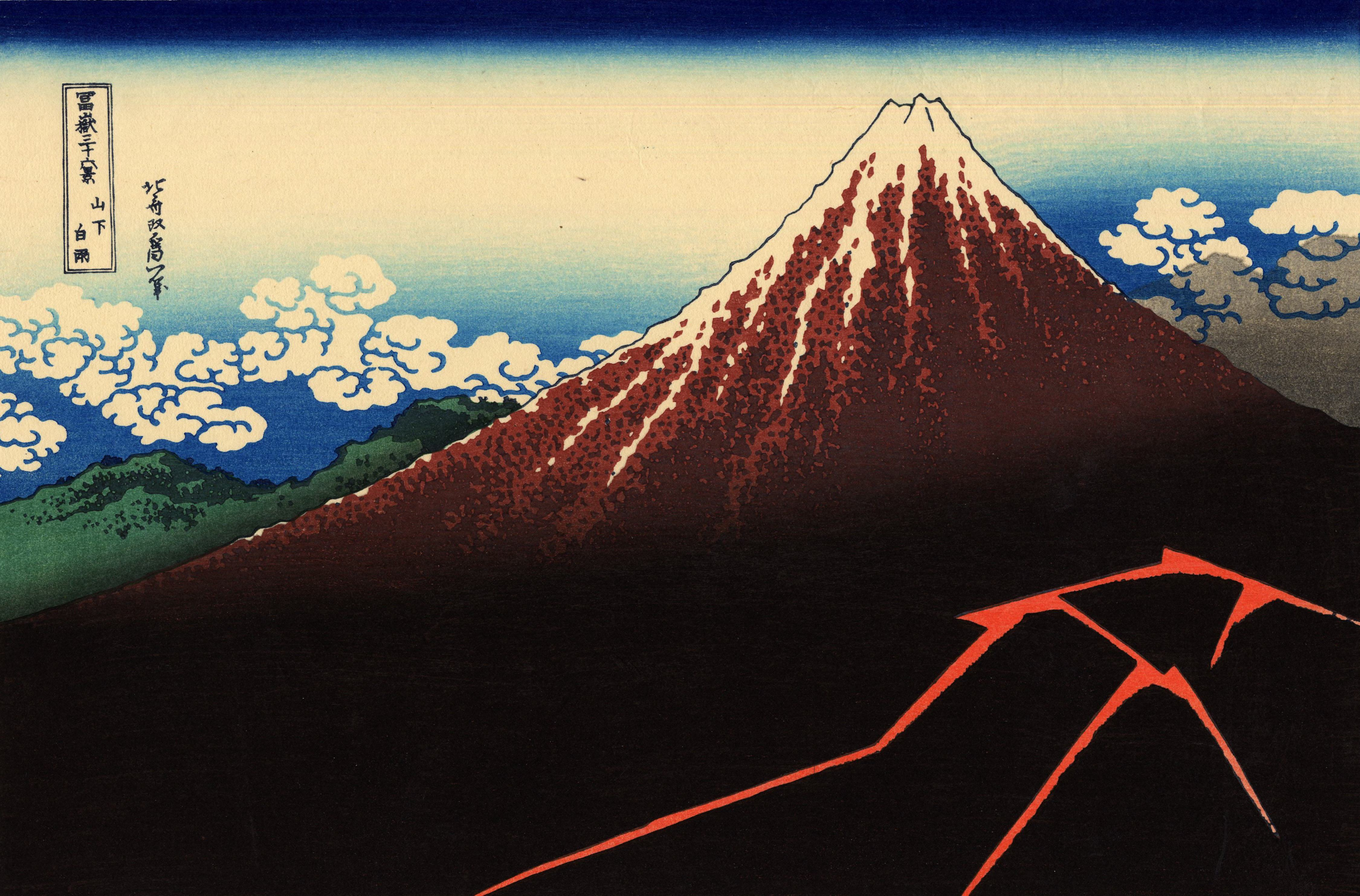
Las treinta y seis vistas del Monte Fuji, placa n°3 : Tormenta a los pies del monte Fuji (Sanka haku-u)
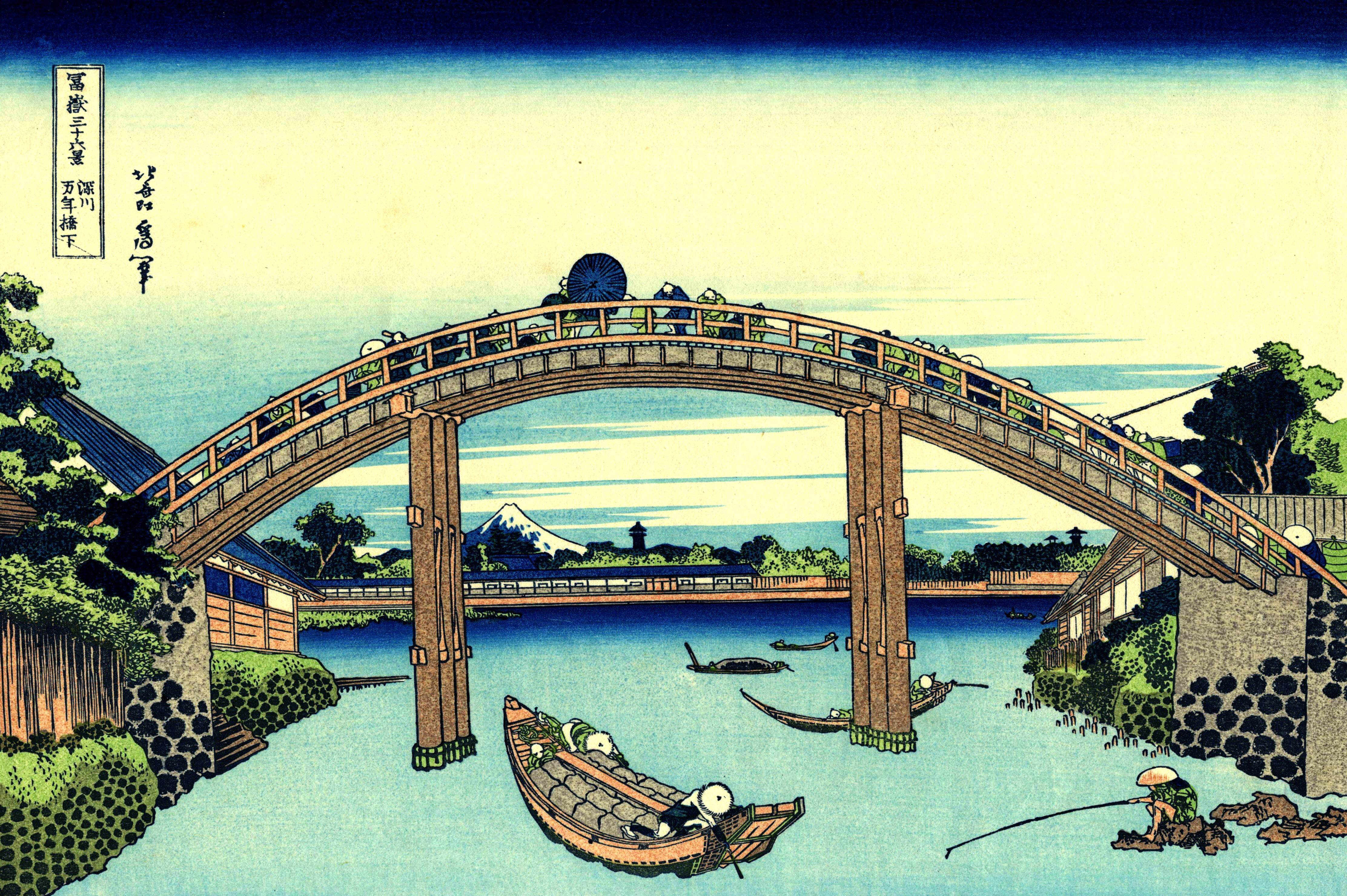
Las treinta y seis vistas del Monte Fuji, placa n°4 : El monte Fuji visto a través del puente Mann en Fukagawa (Fukagawa Mannen-bashi)
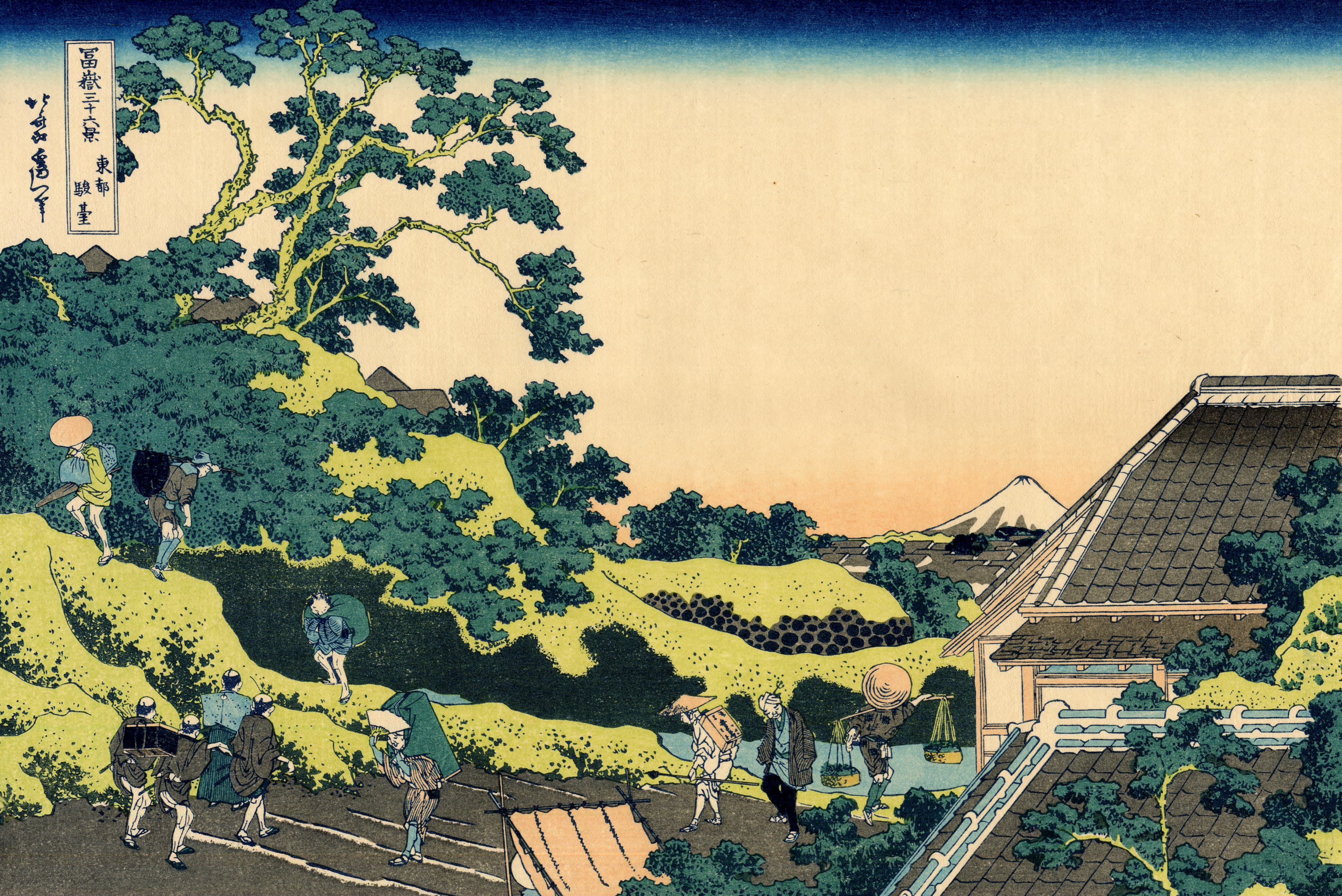
Las treinta y seis vistas del Monte Fuji, placa n°5 : El monte Fuji visto desde el paso Mishama (Toto sundai)
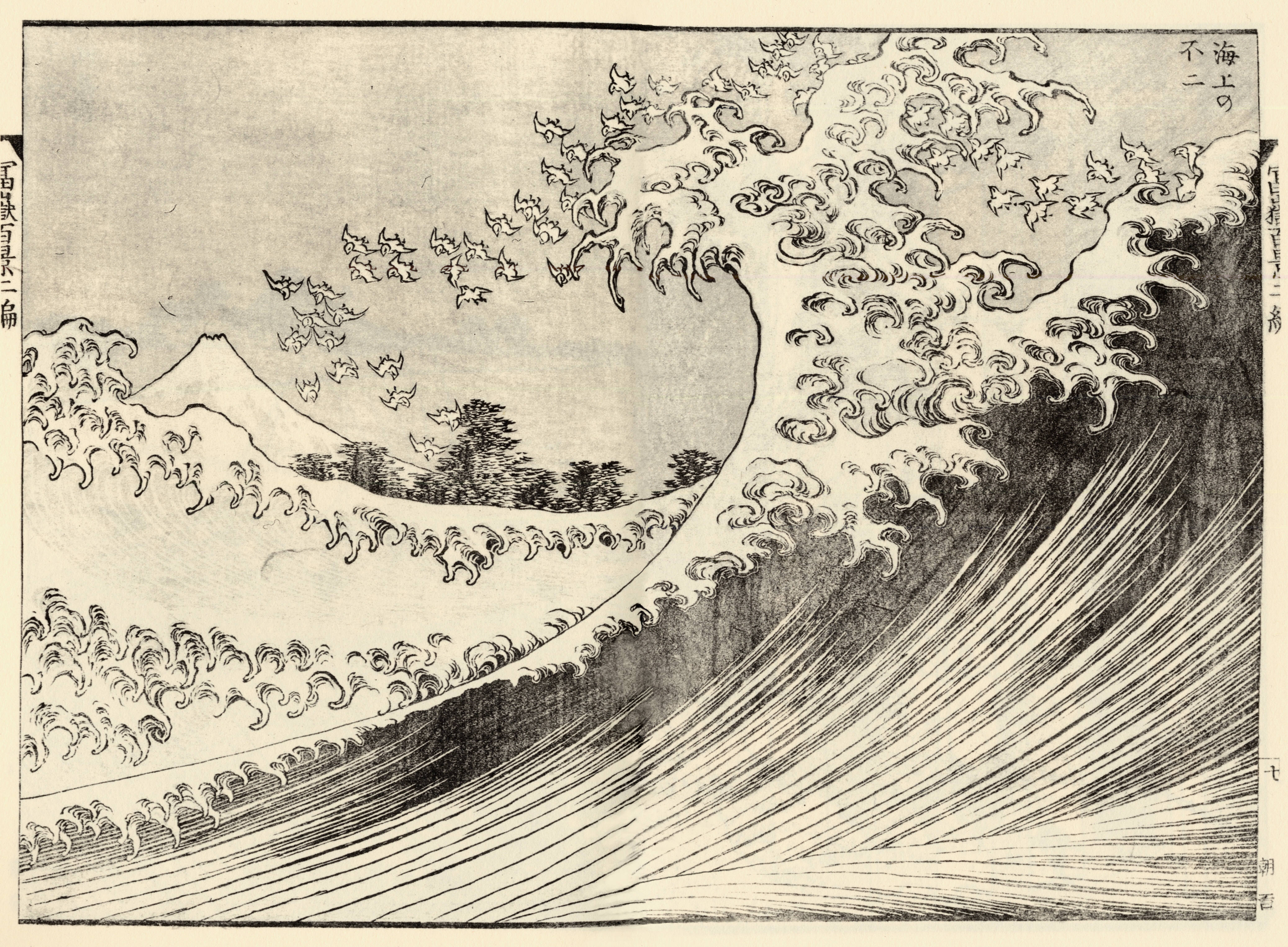
Las cien vistas del monte Fuji vol. 2, La gran ola
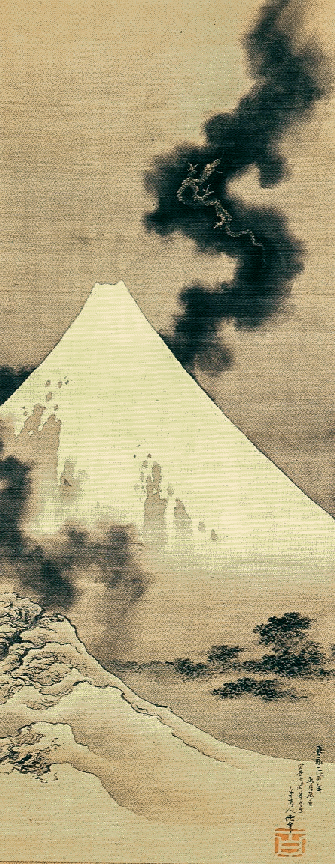
El dragón escapa entre el humo del monte Fuji.
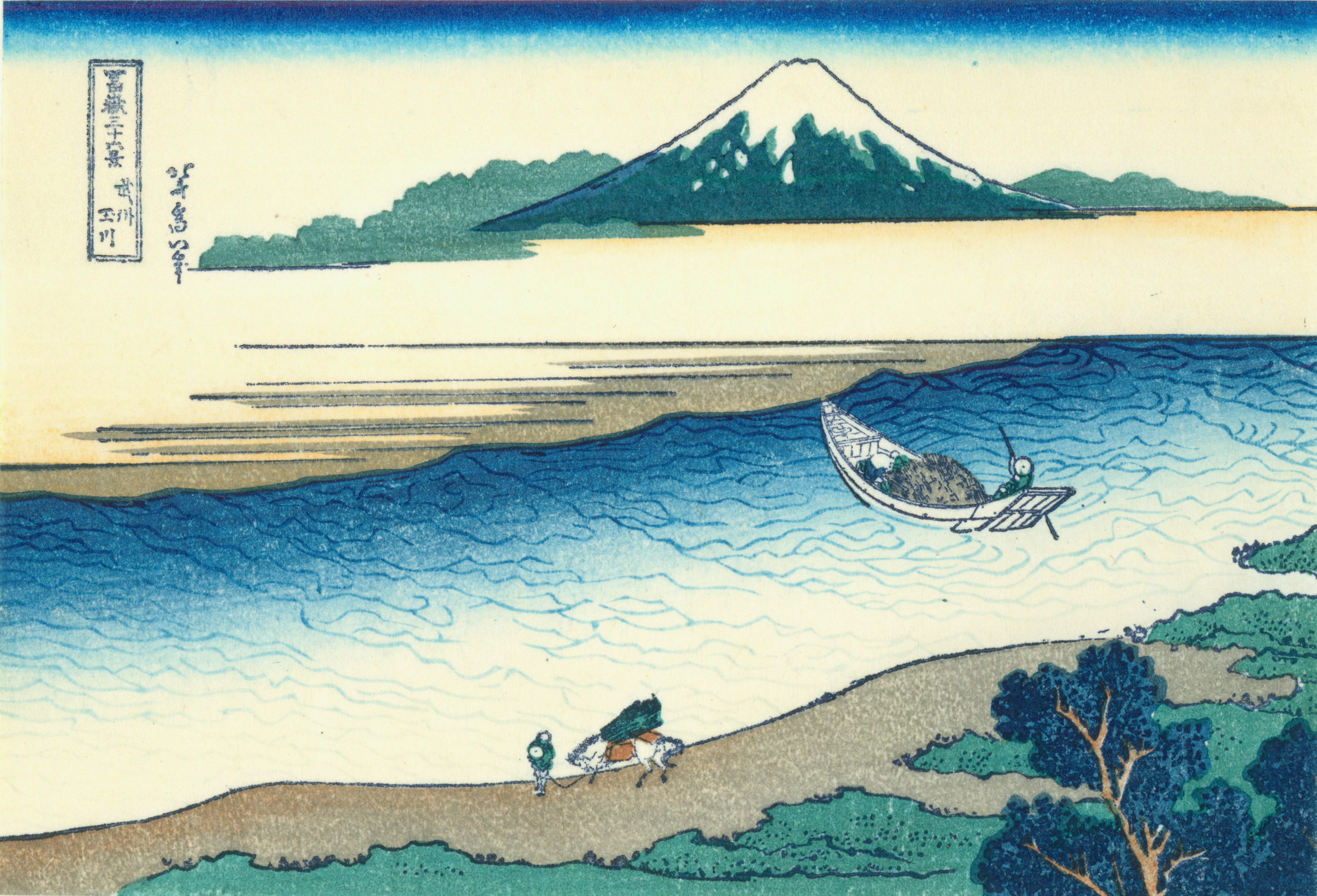
Las treinta y seis vistas del Monte Fuji: Río Tama en Musashi.

Paralelamente otro gran artista, Hiroshige (1797-1858), conocido principalmente por presentar en los años 1833-1834 Cincuenta y tres estaciones del Tokaido, también pintó dos series de Treinta y seis vistas del monte Fuji.

Obras de Hiroshige
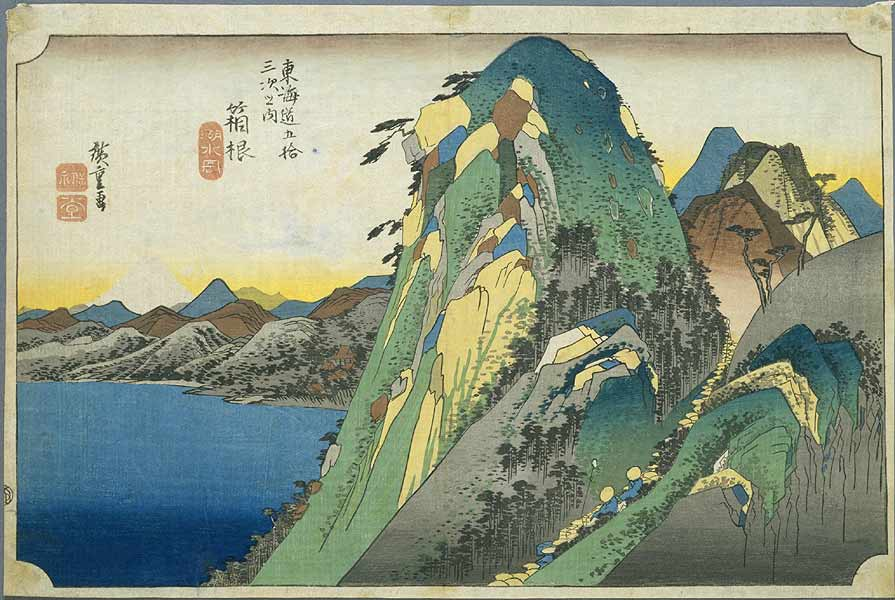
Cincuenta y tres estaciones del Tokaido, edición de Hoeido : El lago de Hakone (10.ª etapa)
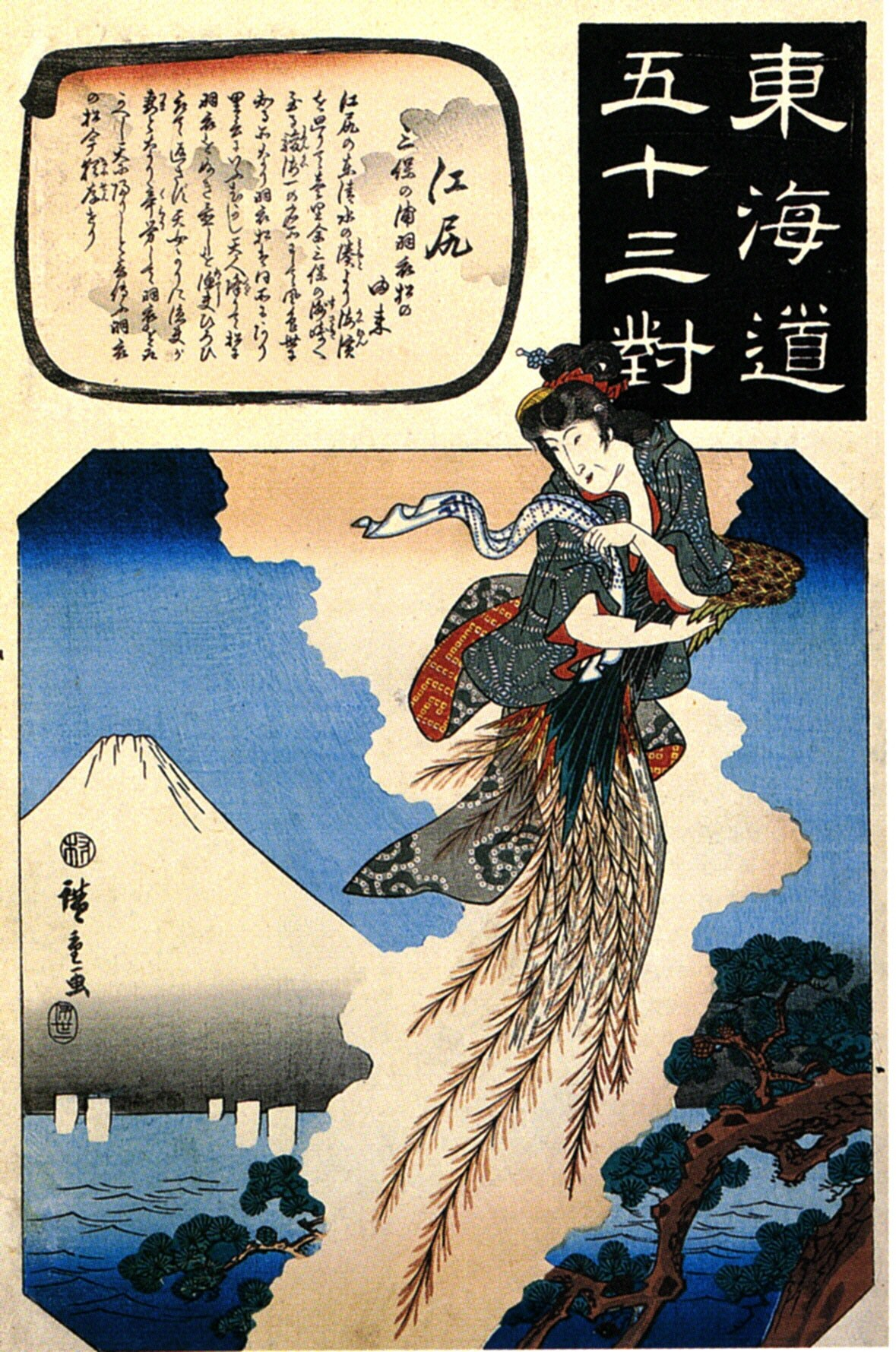
Cincuenta y tres estaciones del Tokaido, edición de Paris : El relegado de Ejiri (19.ª etapa)
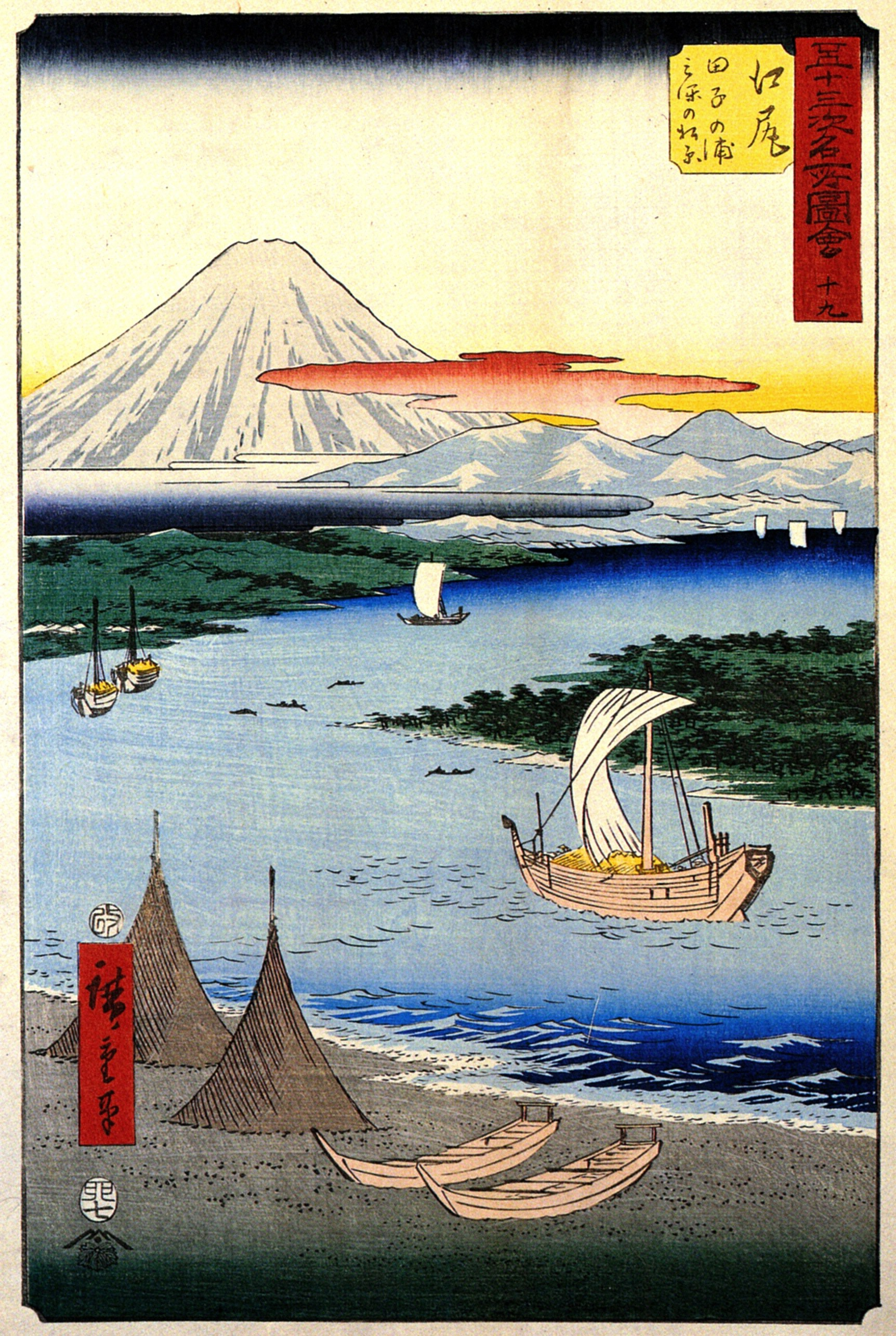
Cincuenta y tres estaciones del Tokaido, edición de Tate-e : El relegado de Ejir (19.ª etapa)
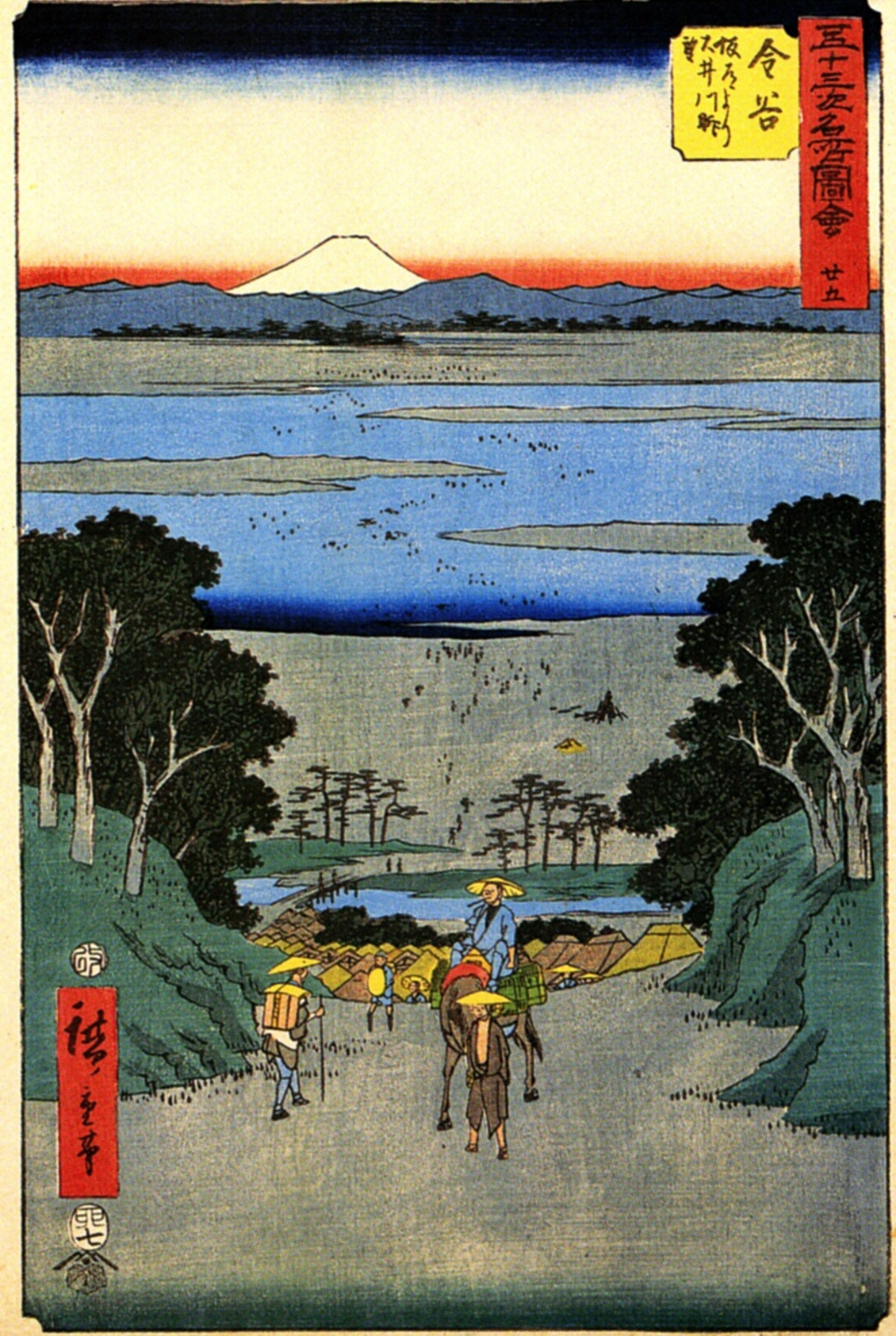
Cincuenta y tres estaciones del Tokaido, edición de Tate-e : El relegado de Kanaya (25.ª etapa)
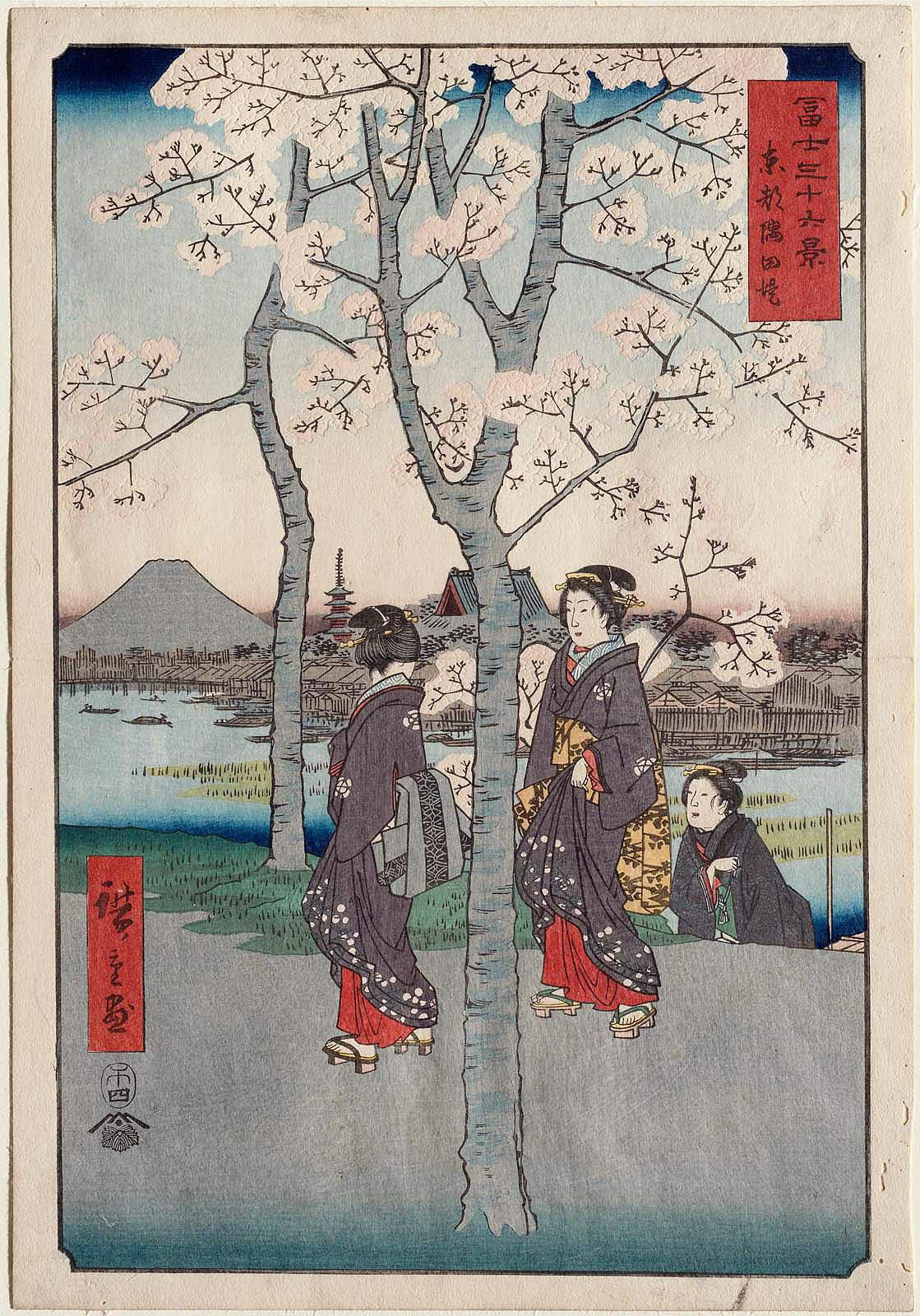
Las treinta y seis vistas del Monte Fuji, serie n°2
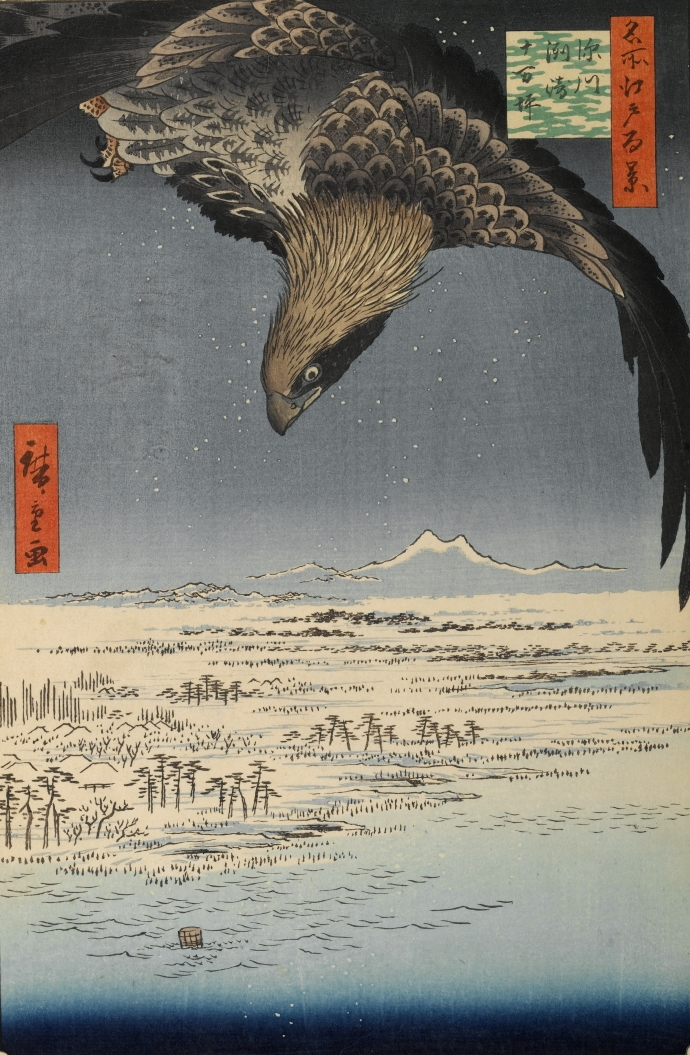
Fukagawa Susaki y Jūmantsubo
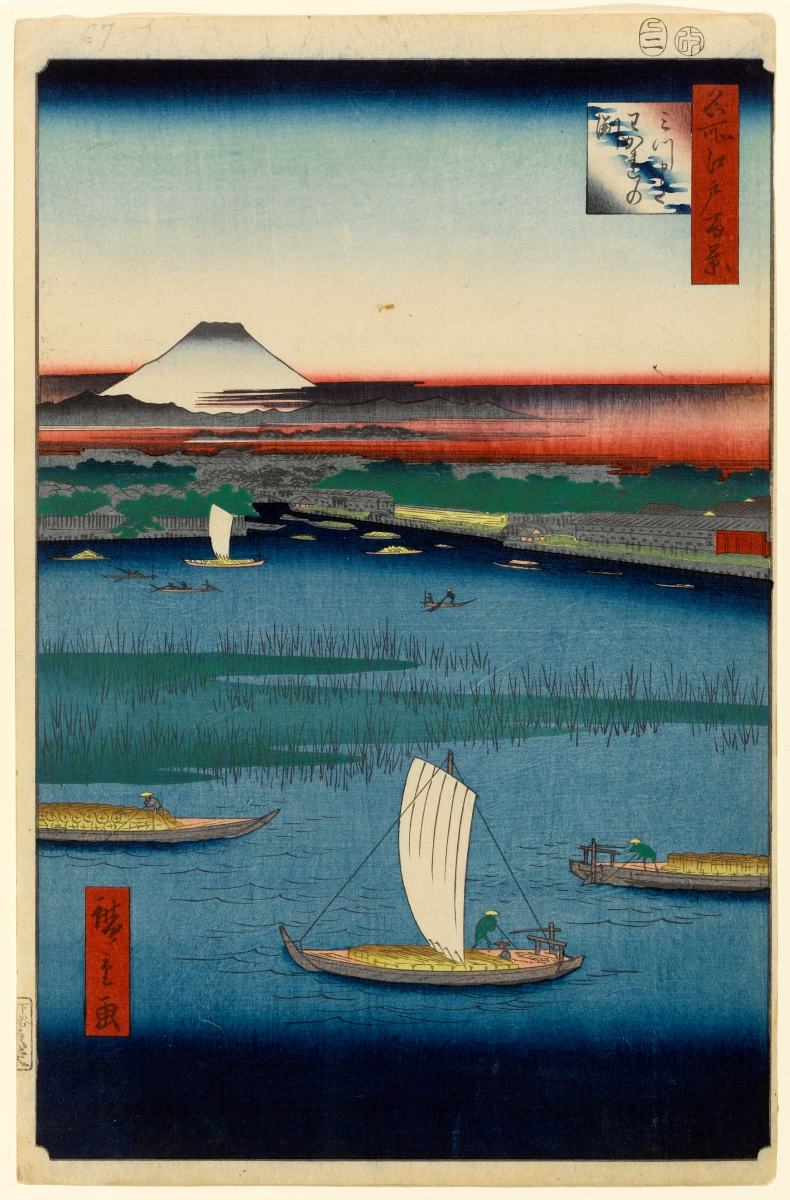
En el interior del santuario Tenjin Kameido
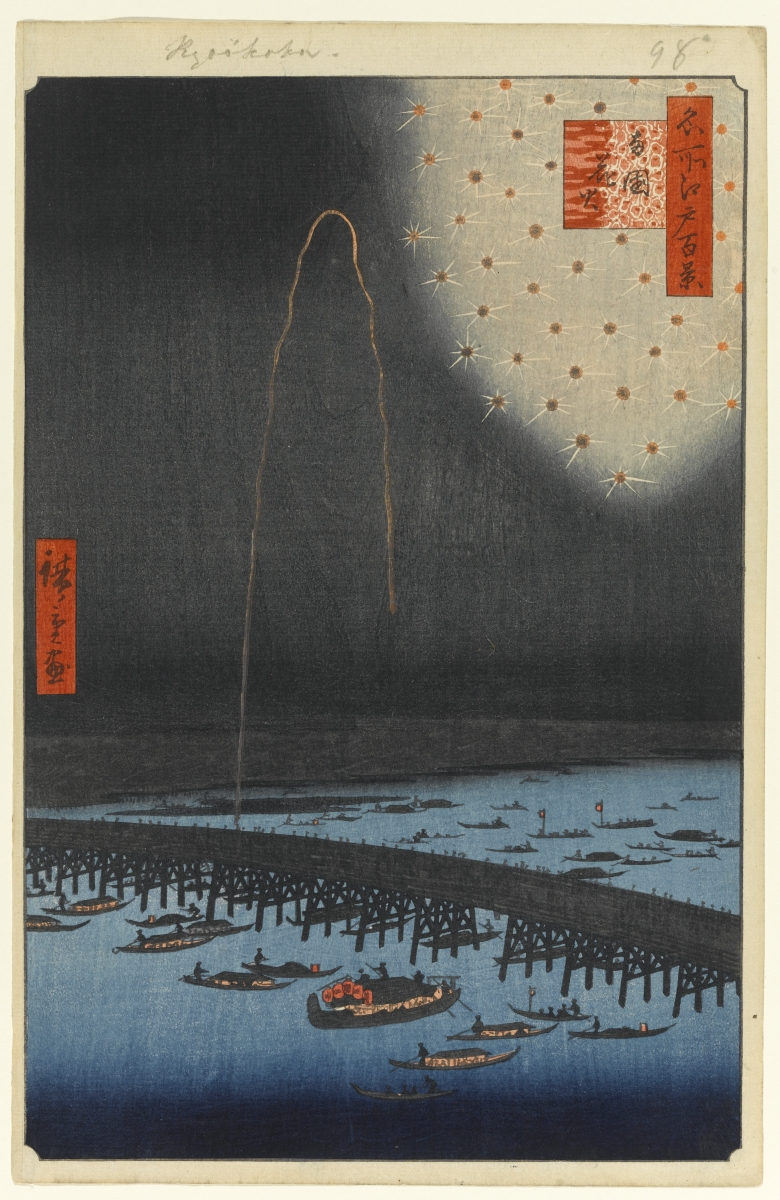
Fuegos artificiales en Ryogoku

En el mismo periodo, Utagawa Kuniyoshi (1798-1861) pintó algunas representaciones del monte Fuji.

Obres de Utagawa Kuniyoshi
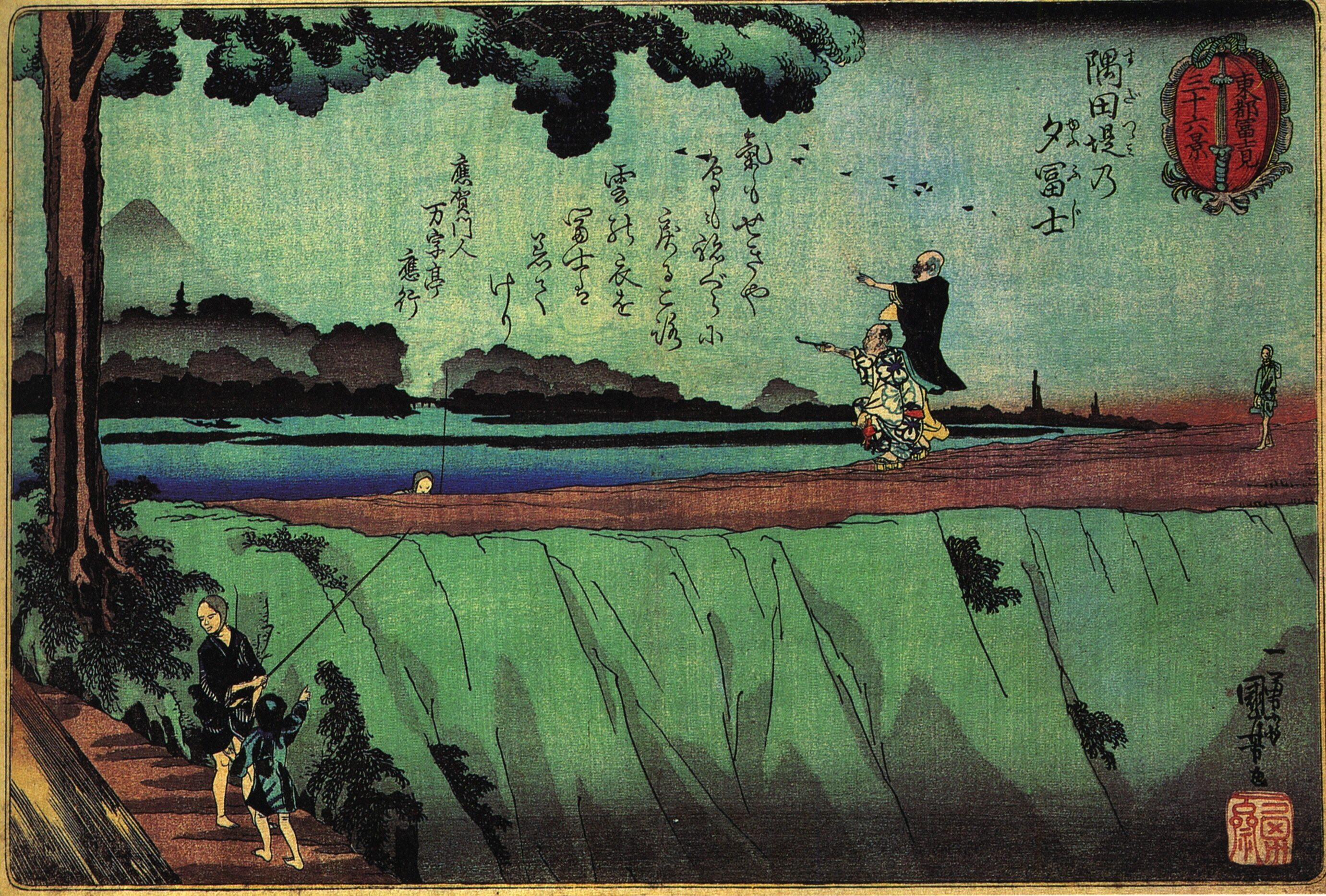
El monte Fuji desde el Sumida
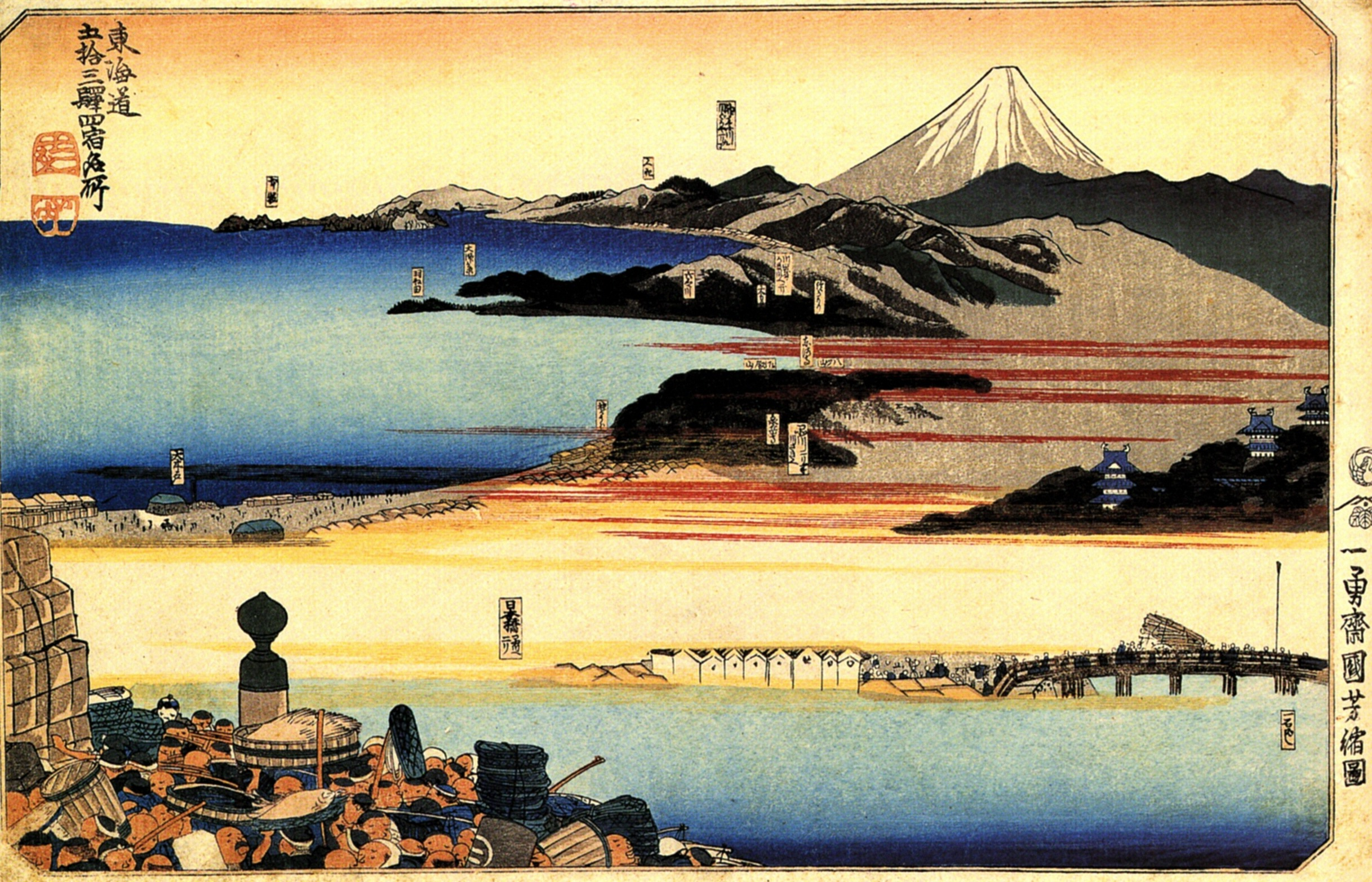
Cincuenta y tres estaciones del Tokaido
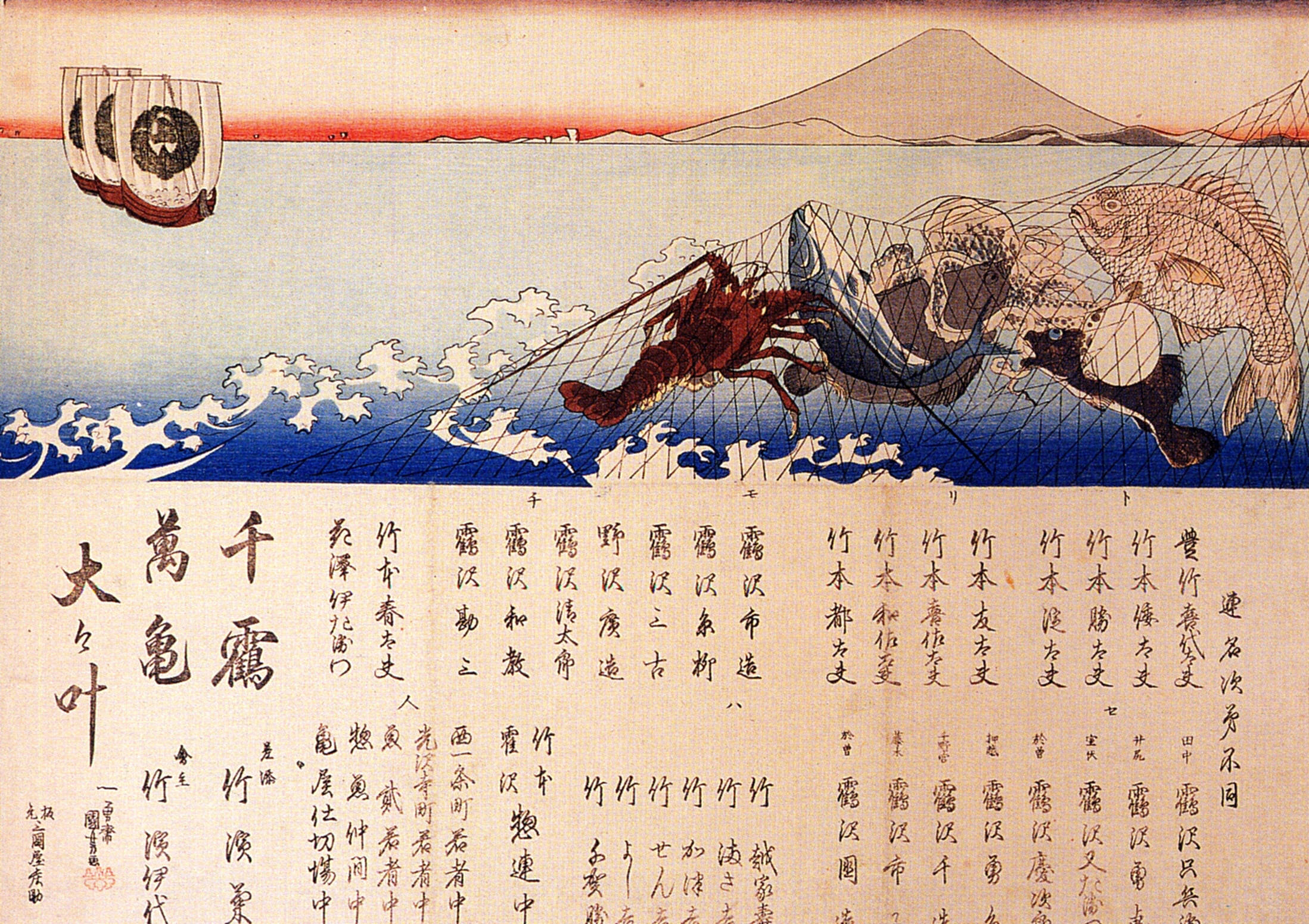
Monte Fuji
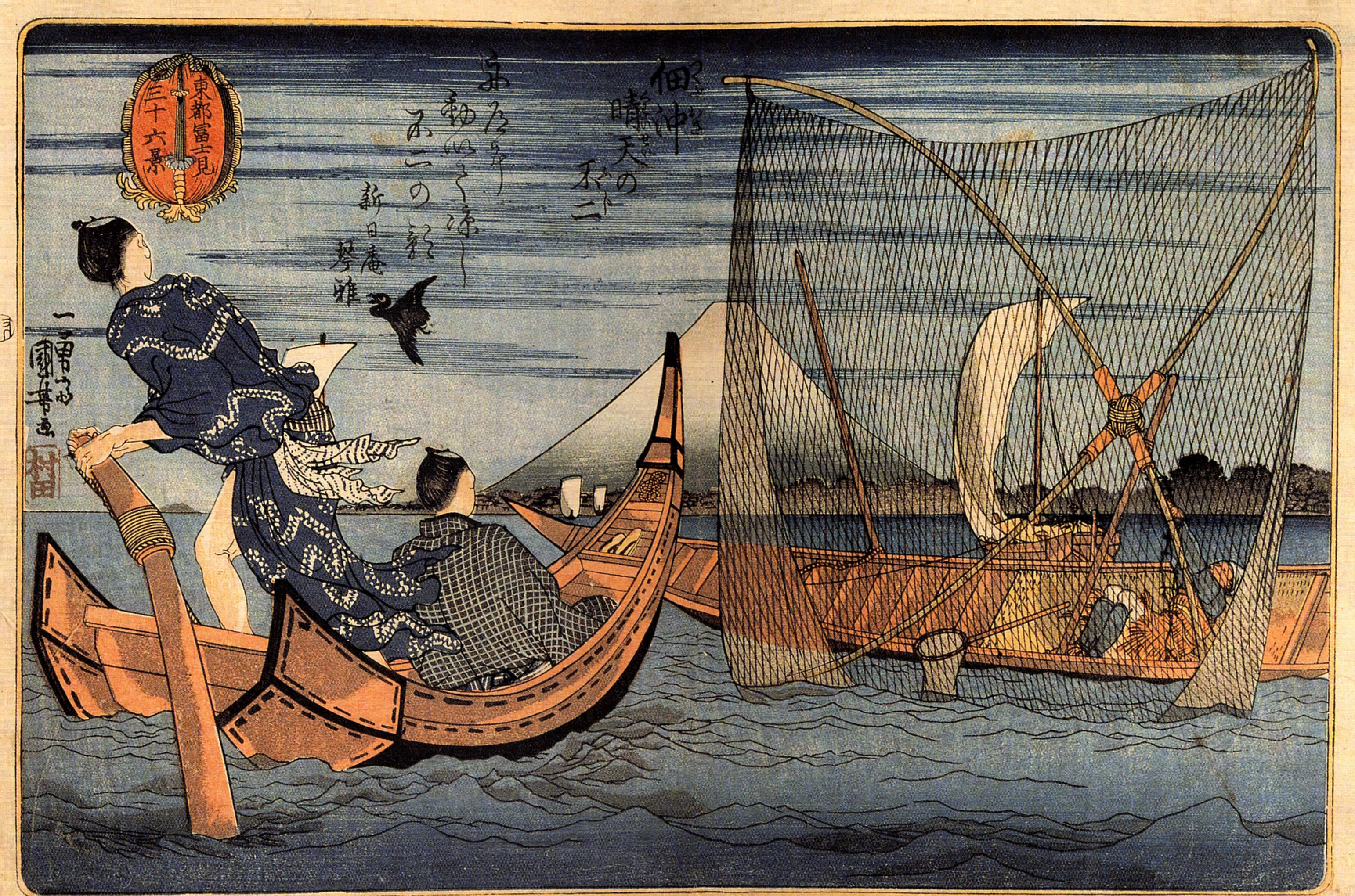
Vista del monte Fuji

Más recientemente, Kokei Kobayashi (1883-1957) pintó Fuji y Yokoyama Misao (1920-1973) Fuji rojo (aka-Fuji). Shinya Shimoto, que pinta cuadros en su mayoría relacionados con los desastres naturales, ha dedicado toda una serie de pinturas al monte Fuji.

### Simbología religiosa

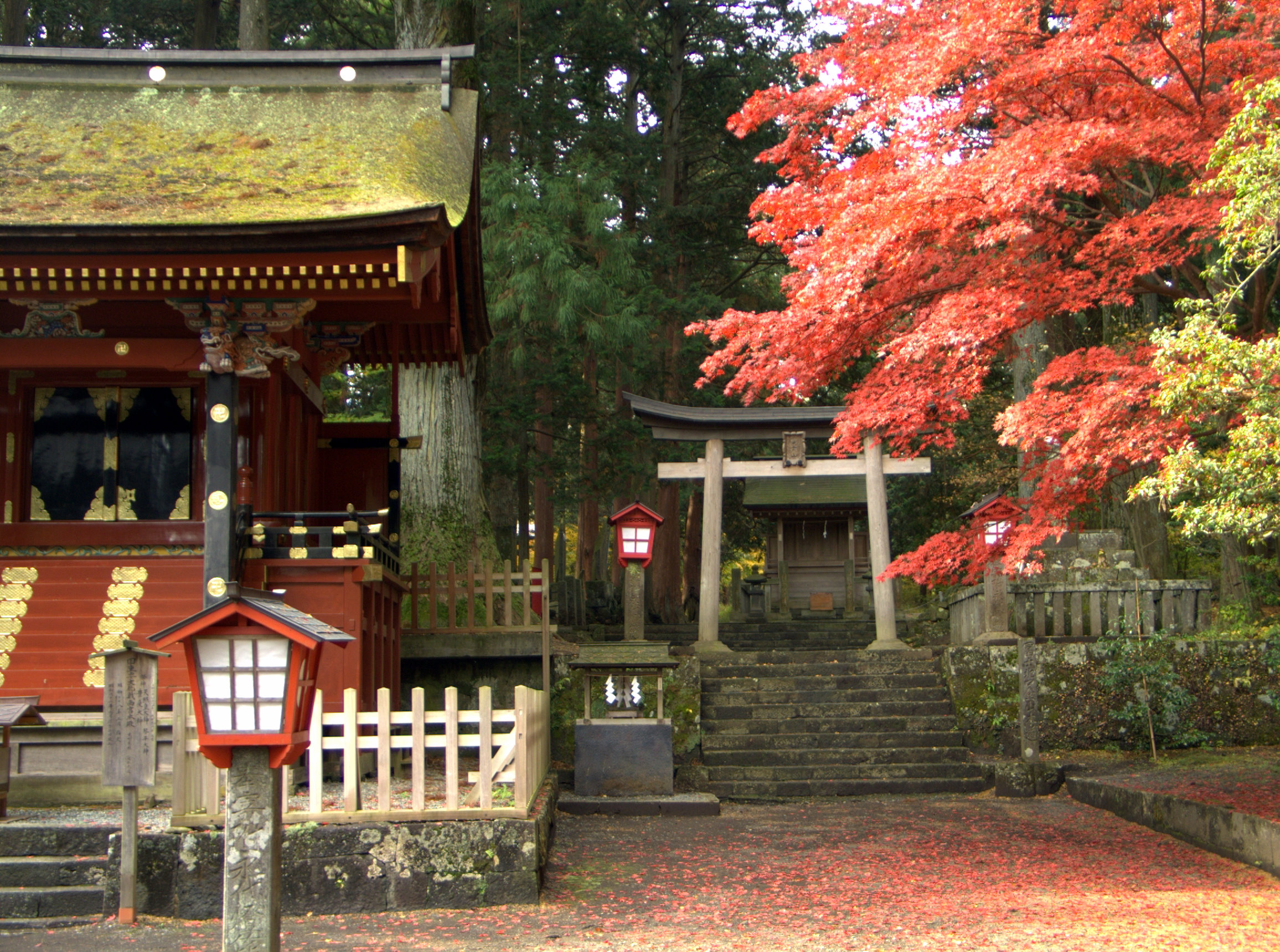
El santuario de Senge, punto de partida de la ruta histórica de Fujiyoshida.

El monte Fuji es una montaña sagrada desde el s. VII d. C.. Numerosos nombres japoneses lo denominan con un carácter religioso. Según el sintoísmo, un emperador ordenó destruir la parte superior de la montaña para conseguir un exilio de la inmortalidad que poseía: el humo que a veces se escapa es debido a esta poción que se consume. Además, según la tradición, los dioses sintoistas y Fuji-hime y Sakuya-hime vivieron cómo Kono-banasakuya-hime, "Princesa que hace florecer los árboles" (en particular las cerezas). El budismo lo venera por su forma que recuerda el botón blanco y los ocho pétalos de la flor de loto. Por todas estas razones, el monte Fuji estuvo prohibido a las mujeres hasta 1872: una capilla llamada Nyonin-don (refugio de mujeres) las permitía esperar para proteger sus maridos, hermanos o hijos.

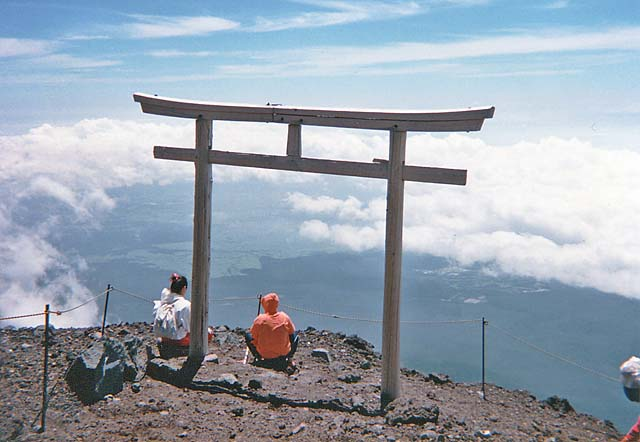
Un torii cerca de la cima del volcán

Para venerar las numerosas divinidades de las diferentes religiones, se han construido sobre o a los pies del monte Fuji varios santuarios y numerosos torii, marcando el recorrido para señalar los límites del recinto sagrado. Se han establecido hermandades (Fuji-ko) desde el siglo XVII para venerar la montaña y organizar peregrinaciones, como la de Hasegawa Takematsu en 1630.
Desde el momento de la muerte por ayuno, en el monte Fuji, de Jikigyō Miroku (1671-1733), la fe se convierte en religión y la ascensión en ritual, incluso si su pensamiento ha sido malinterpretado. Más recientemente, se han creado sectas dedicadas específicamente a la adoración del monte Fuji, sobre todo en la década de 1940. Algunos ejemplos son Fuji-Goho, fundada el 1946 por Ito Gensaku y Fuji-Kyo, fundada el 1948 por Hasegawa Teruhiro.

## Distinción de la Unesco como Patrimonio de la Humanidad
En 2007, el Monte Fuji y todo el parque nacional de Fuji-Hakone-Izu fue propuesto como Patrimonio de la Humanidad de la Unesco. Sin embargo no logró este cometido. A pesar de esto, el Gobierno de Japón realizó de nuevo la petición, con el fin de que la Unesco lo reconociera en 2013. Finalmente, el 22 de junio de 2013 la UNESCO le concedió el estatus de Patrimonio de la Humanidad como «Fujisan, lugar sagrado y fuente de inspiración artística»
| Referencia | Zona                                                     | Coordenadas                                            | Área     | Área tampón |
| 1418-001   | Área montaña Fujisan                                     | 35°21′39.00″N 138°43′39.00″E / 35.3608333, 138.7275000 | 19 311,9 |             |
| 1418-002   | Santuario Fujisan Hongu Sengen Taisha                    | 35°13′39.00″N 138°36′36.00″E / 35.2275000, 138.6100000 | 4,8      |             |
| 1418-003   | Santuario Yamamiya Sengen-jinja                          | 35°16′16.00″N 138°38′13.00″E / 35.2711111, 138.6369444 | 0,5      |             |
| 1418-004   | Santuario Murayama Sengen-jinja                          | 35°15′41.00″N 138°39′59.00″E / 35.2613889, 138.6663889 | 3,6      |             |
| 1418-005   | Santuario Suyama Sengen-jinja                            | 35°15′16.00″N 138°50′56.00″E / 35.2544444, 138.8488889 | 0,9      |             |
| 1418-006   | Santuario Fuji Sengen-jinja (Subashiri Sengen-jinja )    | 35°21′45.00″N 138°51′48.00″E / 35.3625000, 138.8633333 | 1,8      |             |
| 1418-007   | Santuario Kawaguchi Asama-jinja                          | 35°31′52.00″N 138°46′29.00″E / 35.5311111, 138.7747222 | 1,6      |             |
| 1418-008   | Santuario Fuji Omuro Segen-jinja                         | 35°30′38″N 138°44′45″E / 35.51056, 138.74583           | 2,6      |             |
| 1418-009   | “Oshi” Lodging House (antigua casa de la familia Togawa) | 35°28′48.00″N 138°47′45.00″E / 35.4800000, 138.7958333 |          |             |
| 1418-010   | “Oshi” Lodging House (casa de la familia Osano)          | 35°28′34.00″N 138°47′38.00″E / 35.4761111, 138.7938889 | 0,1      |             |
| 1418-011   | Lago Yamanaka                                            | 35°25′16.00″N 138°52′32.00″E / 35.4211111, 138.8755556 | 698,1    |             |
| 1418-012   | Lago Kawaguchi                                           | 35°30′47.00″N 138°44′48.00″E / 35.5130556, 138.7466667 | 592,8    |             |
| 1418-013   | Oshino Hakkai springs (Deguchiike Pond)                  | 35°27′13.00″N 138°50′12.00″E / 35.4536111, 138.8366667 | 0,048    |             |
| 1418-014   | Oshino Hakkai (Okamaike Pond)                            | 35°27′34″N 138°49′50″E / 35.45944, 138.83056           | 0,002    |             |
| 1418-015   | Oshino Hakkai (Sokonashiike Pond)                        | 35°27′34″N 138°49′53″E / 35.45944, 138.83139           | 0,006    |             |
| 1418-016   | Oshino Hakkai (Choshiike Pond)                           | 35°27′36″N 138°49′54″E / 35.46000, 138.83167           | 0,005    |             |
| 1418-017   | Oshino Hakkai (Wakuike Pond)                             | 35°27′36.00″N 138°49′58.00″E / 35.4600000, 138.8327778 |          |             |
| 1418-018   | Oshino Hakkai (Nigoriike Pond)                           | 35°27′37″N 138°49′57″E / 35.46028, 138.83250           | 0,031    |             |
| 1418-019   | Oshino Hakkai (Kagamikke Pond)                           | 35°27′39.00″N 138°49′59.00″E / 35.4608333, 138.8330556 | 0,014    |             |
| 1418-020   | Oshino Hakkai (Shobuike Pond)                            | 35°27′41.00″N 138°50′3.00″E / 35.4613889, 138.8341667  | 0,042    |             |
| 1418-021   | Funatsu lava tree molds                                  | 35°27′10.00″N 138°45′15.00″E / 35.4527778, 138.7541667 | 8,2      |             |
| 1418-022   | Yoshida lava tree molds                                  | 35°26′50″N 138°45′34″E / 35.44722, 138.75944           | 5,8      |             |
| 1418-023   | Hitoana Fuji-ko Iseki                                    | 35°21′42.00″N 138°35′29.00″E / 35.3616667, 138.5913889 | 2,8      |             |
| 1418-024   | Cascadas Shiraito no Taki                                | 35°18′47.00″N 138°35′14.00″E / 35.3130556, 138.5872222 | 1,8      |             |
| 1418-025   | Mihonomatsubara pine tree grove                          | 34°59′37.00″N 138°31′22.00″E / 34.9936111, 138.5227778 | 64,4     | 252         |

## Películas filmadas
- Fuji no shirayuki, 1935, realizada por Hiroshi Inagaki
- Fushi shan zhi lian, 1954, realizada por Kangshi Mu
- Chiyari Fuji, 1955, realizada por Tomu Uchida
- Nihon tono nihonjin, 1970, realizada por Kon Ichikawa
- Fuji, 1974, realizada por Robert Breer
- Ki no umi, 2004, realizada por Tomoyuki Takimoto
- El cuento de la princesa Kaguya, 2013, realizada por Isao Takahata